# Geschichte Dänemarks

Wappen Dänemarks

Die Geschichte Dänemarks umfasst die Entwicklungen auf dem Gebiet Dänemarks von der Urgeschichte bis zur Gegenwart. Die ältesten Spuren einer vorgeschichtlichen Besiedlung stammen aus der Steinzeit. Zwischen 400 und 500 besiedeln die Jüten gemeinsam mit den Sachsen, den Angeln und den Friesen über die Nordsee Britannien, nachdem sich die römische Besatzung von dort zurückgezogen hatte. Die Vorfahren der heutigen Dänen kamen im 6. Jahrhundert aus dem heutigen Südschweden nach Jütland und einigen westlichen Ostseeinseln. Dort vermischten sie sich mit anderen germanischen Stämmen, die sich bereits früher dort niedergelassen hatten, oder verdrängten diese.
Die vereinzelt entstandenen Königreiche vereinte Gorm der Alte erstmals im 10. Jahrhundert. Bis 1035 eroberten die Dänen weite Teile der britischen Inseln, Norwegens und Südjütlands und schufen unter Knut dem Großen ein Nordseereich. In dieser Zeit wurden sie zusammen mit den Schweden und Norwegern als Wikinger bezeichnet. Das Ende der Wikingerepoche kennzeichnet die Schlacht von Stamford Bridge bzw. die Zerstörung Haithabus im Jahr 1066. Damit verkleinerte sich das dänische Herrschaftsgebiet. In der Waldemarzeit (1157–1241) erlebte Dänemark erhebliche Wirren. Ende des 12. und Anfang des 13. Jahrhunderts konnten die Dänen ihr Reich in Richtung Osten und Süden (südlichen Ostseeküste) erheblich ausbauen. Unter der Königin Margrete vereinten sich Dänemark, Norwegen und Schweden unter dänischer Vorherrschaft 1380 zur Kalmarer Union. Erik VII. von Pommern machte Kopenhagen zur Hauptstadt Dänemarks. Schweden erlangte 1523 wieder seine Unabhängigkeit, die das Ende der Kalmarer Union bedeutete. 1536 wurde Dänemark im Laufe der Reformation evangelisch-lutherisch.
Bis ins 17. Jahrhundert dominierten Auseinandersetzungen mit Schweden die Geschichte Dänemarks, da beide Königreiche um die Vorherrschaft in Skandinavien und im Ostseeraum rangen. Schonen, Blekinge und Halland gehörten zunächst zu Dänemark und fielen 1658 an Schweden, Bornholm kam jedoch 1660 wieder zu Dänemark. Nach einem Staatsstreich des dänischen Königs wurde 1665 der Absolutismus eingeführt. Es folgten Reformen zur Verbesserung von Verwaltung und Verteidigung. 1700 bis 1720 führten Dänemark, Sachsen-Polen und Russland den Großen Nordischen Krieg, der Schwedens Macht einschränkte. In den Napoleonischen Kriegen wurde Kopenhagen 1807 größtenteils zerstört. Diese Belastungen mündeten 1813 in einen Staatsbankrott. Nach Napoleons Niederlage 1814 musste Dänemark Helgoland an Großbritannien und Norwegen an Schweden abtreten. Island (bis 1944), die Färöer, Grönland und Dänisch-Westindien (bis 1917) verblieben bei Dänemark.
Unter Christian VII. setzte die Industrialisierung ein; 1847 fuhr in Dänemark die erste Eisenbahn. Frederik VII. schaffte 1848 den Absolutismus ab und erklärte Dänemark zu einer konstitutionellen Monarchie. Von 1848 bis 1851 sowie im Jahr 1864 führte Dänemark die Deutsch-Dänischen Kriege, die mit dem Verlust der Herzogtümer Schleswig, Holstein und Lauenburg endeten.
Im Ersten Weltkrieg blieb Dänemark neutral; nach einer Volksabstimmung kam Nordschleswig zu Dänemark. Im Zweiten Weltkrieg wurde Dänemark 1940 trotz eines Nichtangriffspaktes von deutschen Truppen besetzt. 1945 wurde Dänemark Gründungsmitglied der UNO und trat 1973 der EWG bei. 1992 stimmte Dänemark, obwohl es Teil der EG und später der EU geworden ist, gegen die Maastrichter Verträge.

## Urgeschichte

### Genetische Untersuchungen
Genetische Untersuchungen deuten auf mehrere Migrationswellen in das heutige Dänemark: Während der Mittelsteinzeit zeigte sich im heutigen Dänemark eine genetische Homogenität unter Jägern und Sammlern, die hauptsächlich westeuropäischen Vorfahren zuzuordnen sind, über einen Zeitraum von etwa 4500 Jahren. Mit dem Beginn der Jungsteinzeit um 5900 v. Chr. kam es durch die Ankunft von Bauern mit anatolischer Abstammung zu einem abrupten Bevölkerungswechsel, der diese Jäger und Sammler nahezu vollständig ersetzte. Etwa 1000 Jahre später führte eine zweite große Migrationswelle von Menschen mit Abstammung aus der osteuropäischen Steppe zu einer Bevölkerung, die den heutigen Dänen genetisch näher steht, und zur Entstehung der Einzelgrabkultur.

### Geschichte der urgeschichtlichen Archäologie in Dänemark
Als einer der Begründer der Archäologie Skandinaviens gilt Ole Worm. 1626 veranlasste er König Christian IV., alle Pfarrer aufzufordern, Runensteine, Gräber und sonstige Altertümer in ihrem Sprengel zu melden. Er griff wiederum auf den Altertumsforscher Nicolaus Marschalk († 1525) zurück, der als einer der ersten in Mecklenburg Grabhügel öffnete. 1643 veröffentlichte Worm ein Überblickswerk über die Monumente Dänemarks, auch sammelte er Altertümer in seinem Museum Wormianum.
Das antiquarische Interesse richtete sich bereits im 17. Jahrhundert auf Artefakte der Vorzeit, wie das 1639 entdeckte erste der beiden Goldhörner von Gallehus, deren zweites 1734 entdeckt wurde. 1797 entdeckte man die Luren von Brudevælte. Rasmus Nyerup (1759–1829) begann seiner Auffassung nach vorchristliche Artefakte zu sammeln, saß in der 1807 gegründeten Königlichen Antiquitätenkommission, scheiterte jedoch daran, diese in eine zeitliche Reihenfolge zu bringen. Doch auf seine Sammlung geht das 1807 bzw. 1819 gegründete Nationalmuseum in Kopenhagen zurück, und er setzte den Numismatiker Christian Jürgensen Thomsen als Leiter ein, der die Funde zeitlich ordnen sollte.

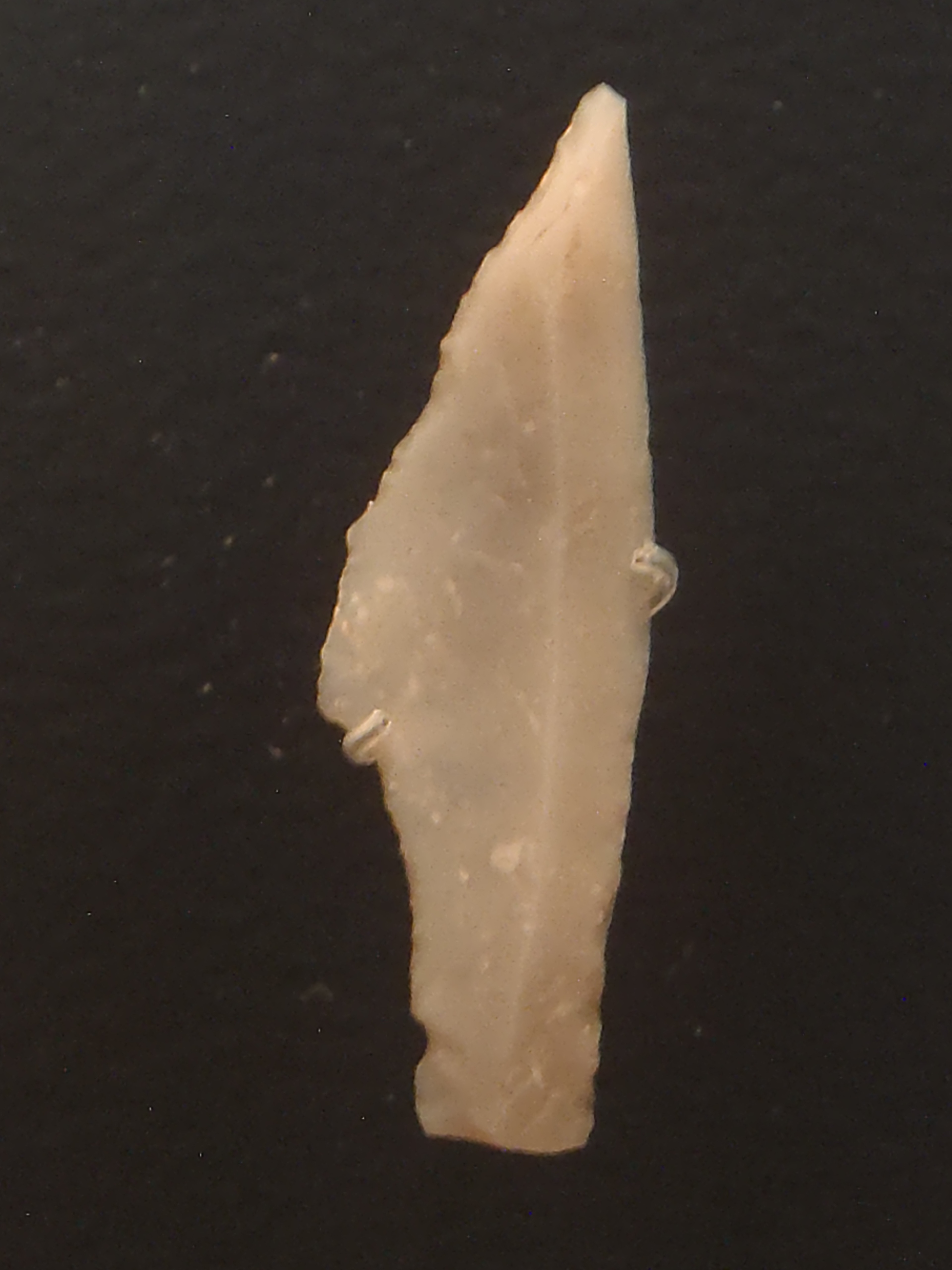
Die älteste Projektilspitze Dänemarks stammt aus Bjerlev Hede, Zentraljütland und wurde auf 12.500 v. Chr. datiert

Auf diesen wiederum geht das 1816 der Öffentlichkeit durch das Ausstellungskonzept im Museum vorgestellte Dreiperiodensystem zurück, das die Urgeschichte bis heute in die drei Perioden Steinzeit, Bronzezeit und Eisenzeit gliedert. 1835 wurde mit der Frau von Haraldskær eine erste Moorleiche gefunden (der älteste, der 1941 entdeckte Mann von Koelbjerg, ist über 9000 Jahre alt); Thomsen führte 1845 eine archäologische Grabung in Hvidegaard nördlich von Kopenhagen durch, wo man ein bronzezeitliches Kriegergrab entdeckt hatte. Als erste wissenschaftliche Überblicksdarstellung der dänischen Urgeschichte gilt Jens Jacob Asmussen Worsaaes Danmarks oldtyd oplyst, das 1843 erschien und 1849 ins Englische übersetzt wurde. Worsaae unterschied erstmals zwischen Jungsteinzeit und Altsteinzeit, zugleich trug es erheblich zur Durchsetzung des Dreiperiodensystems im Laufe der 1850er Jahre bei. Worsaae datierte die Erstbesiedlung Dänemarks auf etwa 3000 v. Chr. 1865 barg das Nationalmuseum bereits 27.000 Artefakte. Doch der Einfluss der Gründer der dänischen Archäologie führte in den folgenden Jahrzehnten dazu, dass die Wissenschaftler sich überwiegend mit Klassifizierung, Datierung und archäologischen Kulturen befassten, weniger mit den dahinter liegenden Gesellschaften. Erst durch angelsächsische Arbeiten richtete sich der Fokus wieder auf die urgeschichtlichen Gesellschaften und ihre Lebensweise, was durch aufsehenerregende Funde, wie den um 7500 v. Chr. erlegten Auerochsen von Vig (1904), das Hjortspringboot (1921), die sehr gut erhaltenen eisenzeitlichen Männer von Tollund (1950) und Grauballe (1952) oder verschiedene Frauenleichen, wie die Frau von Elling (1938) gefördert wurde.
Johannes Brøndsted, Direktor des Kopenhagener Museums von 1951 bis 1960, förderte neue Methoden, verstärkte den Schutz von Fundstätten und die Popularisierung der Archäologie; letzteres förderte vor allem sein Nachfolger Peter Vilhelm Glob (1960–1981). Sein dreibändiges Werk Danmarks Oldtid, erschienen 1938 bis 1941, gilt als Meilenstein. 1941 und 1950 entstanden in Kopenhagen und Aarhus universitäre Institute für Archäologie, das Radiokohlenstofflabor am Nationalmuseum war eines der ersten in Europa. Parallel dazu wuchs die Zahl der Fundstätten ungemein an. So verzeichnete man 2016 in Dänemark und Schleswig-Holstein allein 2735 Bestattungen aus der Bronzezeit. Seit 2012 wird die Archäologie Dänemarks von der dem Kulturministerium unterstellten Zentralagentur Kulturstyrelsen betrieben; dabei sind die Regionalmuseen für die Ressourcen in ihrem Verantwortungsbereich eigenständig tätig.

### Jäger, Sammler, Fischer

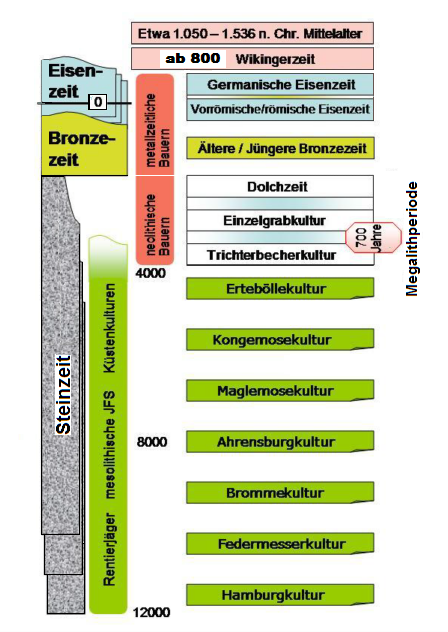
Einteilung der „dänischen Geschichte“

Die ältesten menschlichen Spuren stammen, so wurde angenommen, aus der Zeit vor etwa 70.000 Jahren. Sie wurden in einer Kiesgrube bei Hollerup, nordwestlich von Langå entdeckt, in Ostjütland. Die Belege sind allerdings umstritten, da die Hirschknochen, von denen man annahm, sie seien von Menschen gespalten worden, um das Knochenmark zu gewinnen, die einzigen Spuren darstellen. Üblicherweise finden sich in solchen ehemaligen Lagern, in denen die Beute zerlegt wurde, große Mengen an Steinsplittern.

#### Jungpaläolithikum (ab 13. Jahrtausend v. Chr.)

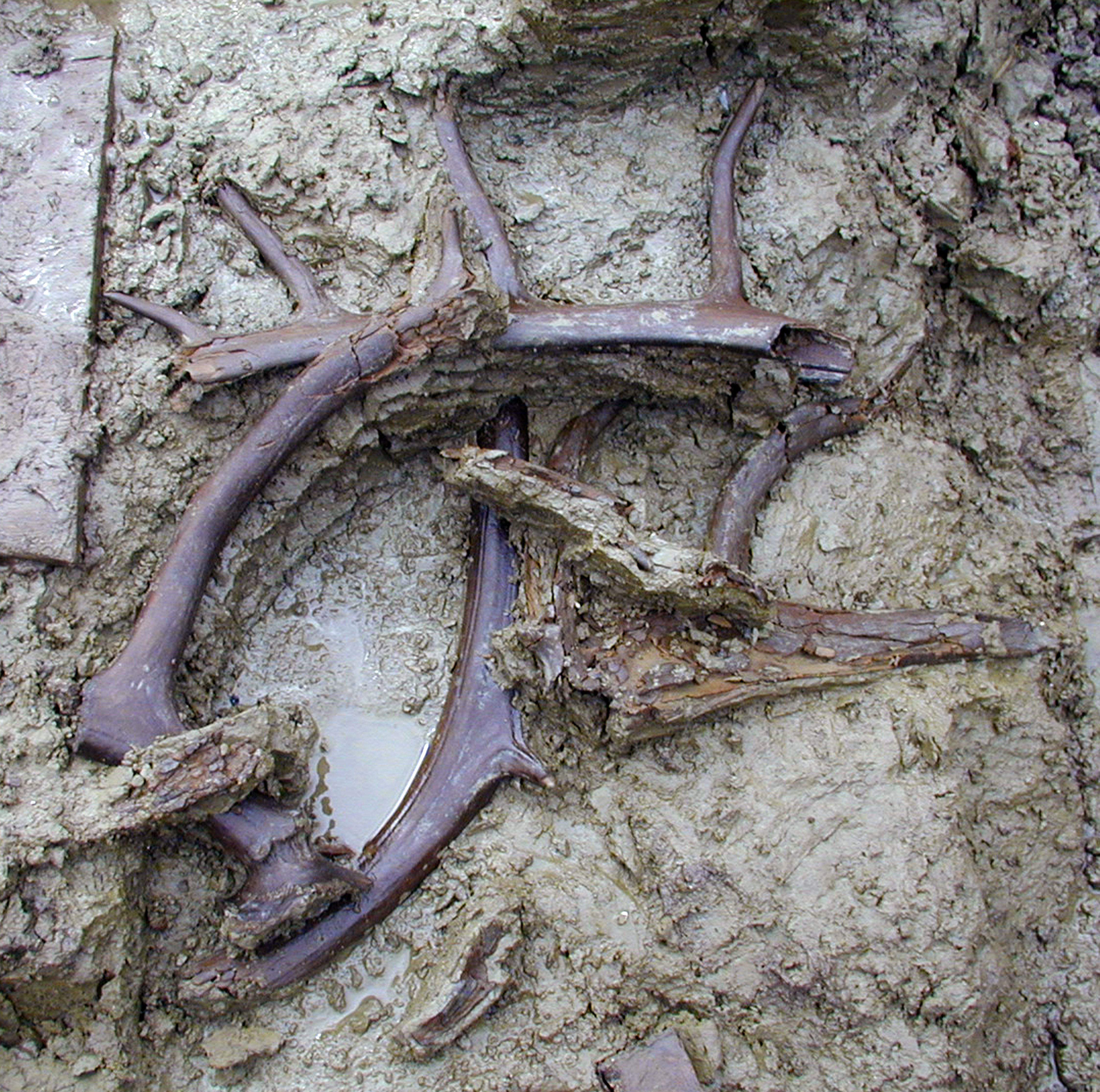
Geweihfund aus Slotseng

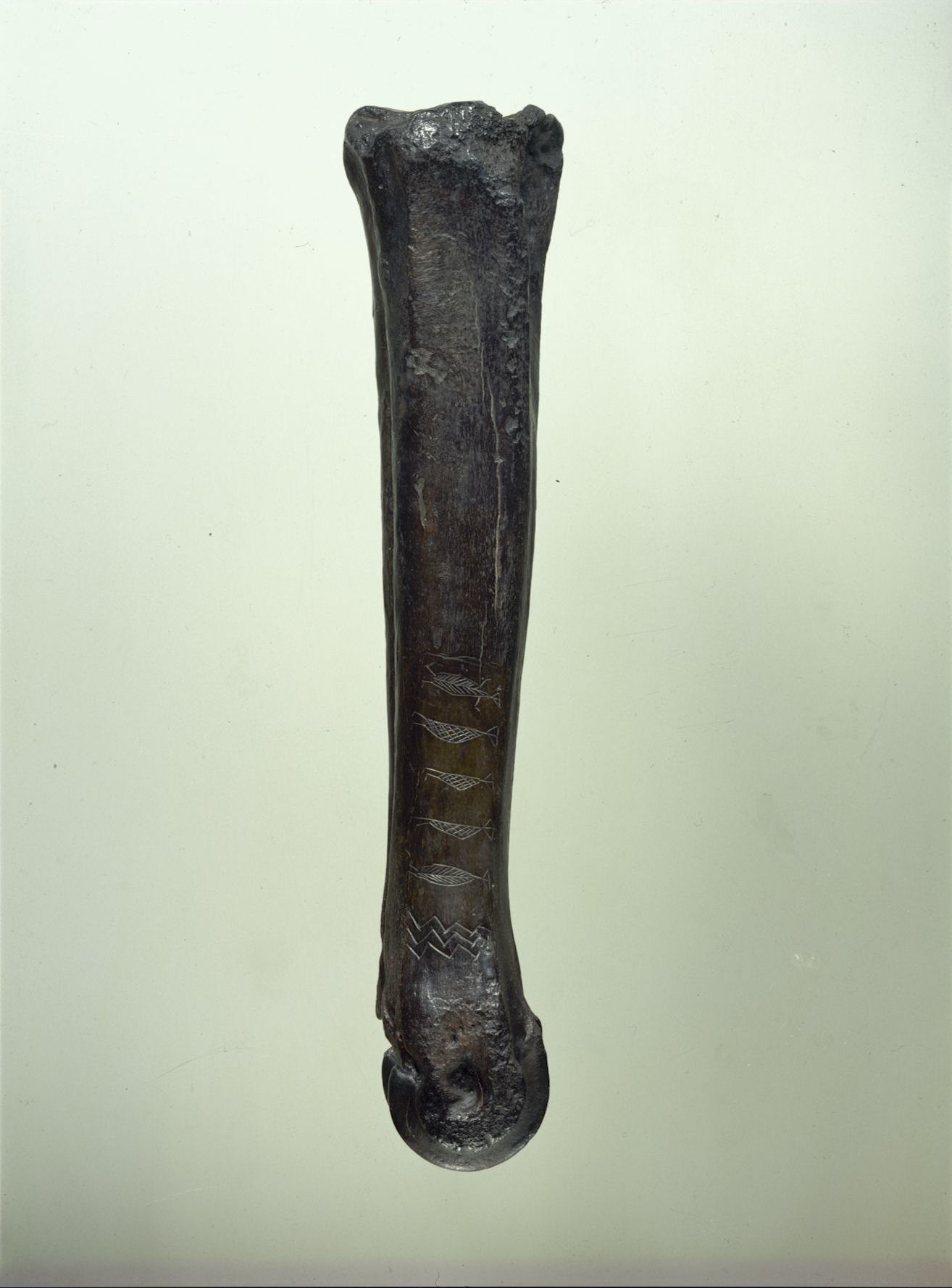
Mesolithischer, mit Ornamenten versehener Auerochsenknochen von Ryemarksgård, Gemeinde Jystrup auf Seeland

Gegen Ende der letzten Eiszeit folgten Jäger den großen Rentierherden, die im Sommer in die nördlichen Tundrengebiete, im Winter in die südlicheren Gebiete wanderten. Die Tiere wurden von den Jägern mit Speeren, die mittels Speerschleuder geworfen wurden, erlegt. Wichtige Fundstätten der Hamburger Kultur (13.700–12.200 v. Chr.), der diese Jäger zugeordnet werden, sind innerhalb Dänemarks Jels, wo 1981 zum ersten Mal Funde dieser Kultur in Dänemark zu Tage traten, und Slotseng (ab 1990 ergraben) im Ostteil des südlichen Jütland, dann Sjølberg im Süden Lollands. Hinzu kommen Geweihfunde aus der Køge Bugt, die zu dieser Zeit am Rande des einstigen Baltischen Sees lag. Die dortigen bearbeiteten Geweihe wurden auf 12.140 v. Chr. datiert. Zu dieser Zeit reichte die Küstenlinie wegen der Meerwasserbindung im Gletschereis der Weichseleiszeit auf der Nordseeseite bis zur Doggerbank. Die Fundstätten liegen meist an Stellen, an denen die Rentierherden vorbeizogen, deren ungefähre Wanderrouten sich rekonstruieren ließen. Dabei ist Jels II der größte Fundplatz der Hamburger Kultur im Norden Europas. Vermutlich stand dort ein Zelt, das womöglich über längere Zeit bewohnt war, denn in der Umgebung fanden sich über 700 retuschierte Werkzeuge. Im nahegelegenen Slotseng C fand man etwa 200 Werkzeuge; mit 12.500 v. Chr. stellt es eine der ältesten jungpaläolithischen Fundstätten des Nordens dar. 2006 kam zu den bekannten Fundstätten noch Krogsbølle bei Nabskov auf Lolland hinzu, 2009 fand man bei Jels einen zweiten Lagerplatz, der Nedersøparken genannt wird. Wahrscheinlich hielten sich die wenigen Jägergruppen nur in der wärmeren Jahreszeit so weit im Norden auf; dabei waren die heute in der Nordsee versunkenen Gebiete ein wichtiger Teil ihres Schweifgebietes, wie Funde in Schottland belegen. In der nachfolgenden Kaltphase, dem älteren Dryas (11.590–11.400 v. Chr.), kam es wahrscheinlich zu einer Abwanderung in den Süden.
Die späteiszeitliche, dann aber dauerhafte Besiedlung Dänemarks, das bei 100 m tieferem Meeresspiegel eine weitaus größere Fläche in der Nord- und Ostsee bedeckte, begann mit der Bromme-Kultur (11.500–10.000 v. Chr.), deren Vertreter in der Tundra Elch, Moschusochse, Pferd und Rentier jagten. Sie ist nach einem Fundort bei Sorø auf Seeland benannt. Als 1889 erstmals ein Artefakt dieser Kultur entdeckt wurde, hieß die Kultur zunächst Lingby-Kultur, spätestens ab 1944 jedoch wurde sie nach dem Fundort Bromme auf Seeland benannt. Der Wasserspiegel der Ostsee, die ein Süßwasserbecken war, lag 50 m höher als der der Nordsee, der 100 m tiefer als heute lag. Die vermutlich nur saisonalen Aufenthalte der Brommeleute an den Wohnplätzen hinterließen vor allem Werkzeuge. Ihre Lager finden sich besonders an den Seen und Flüssen (auf Djursland und bei Langå). Da sich bisher an den über 100 Fundstätten in Norddeutschland und Skandinavien nur große Bromme-Spitzen fanden, scheinen Pfeil und Bogen nicht in Gebrauch gewesen zu sein; die Bearbeitungstechnik war im Vergleich zur Hamburger Kultur recht einfach. Anscheinend bestanden aber dauerhafter bewohnte Lager, die etwa 50 m² groß waren und eine zentrale Feuerstelle aufwiesen. Der Zusammenhang zur Federmesser-Kultur und zur Hamburger Kultur wird seit langem diskutiert.

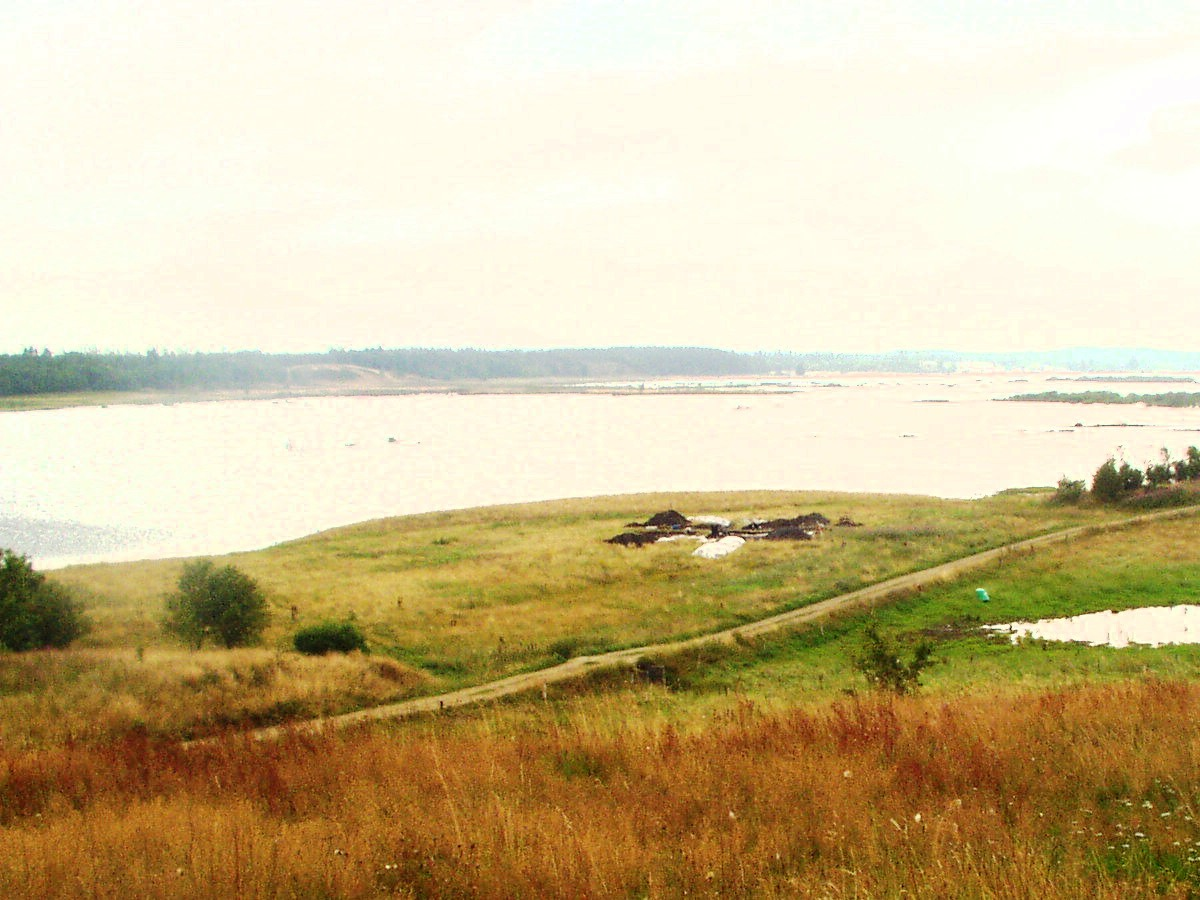
Fundplatz Dværgebakke, 2005

Die Ahrensburger Kultur setzte zwar um 11.000 v. Chr. ein, doch die Mehrheit der Funde stammt aus der Zeit zwischen 10.100 und 9400 v. Chr. Die Artefakte dieses Hamburgien umspannen den Raum zwischen England und Schweden sowie erhebliche Teile der Tiefebenen Nordeuropas. Die rund 1500 Jahre nach der Hamburger Kultur liegende Epoche weist zwar Ähnlichkeiten auf, doch gibt es keine Belege für eine Kontinuität. Ihre Projektilspitzen waren klein, manchmal erscheinen dort kleine Bromme-Spitzen, dazu sogenannte Zonhoven-Spitzen. Ahrensburger Fundplätze sind in Dänemark selten. Wichtigster Platz ist Dværgebakke.

#### Mesolithikum (etwa 9700/9300 bis 4000 v. Chr.)
Die Zeit zwischen dem Ende der letzten Eiszeit und der einsetzenden produzierenden Lebensweise wird üblicherweise auf 9700 bis 4000 v. Chr. datiert und als Mesolithikum bezeichnet. Dabei setzte das Mesolithikums Dänemarks erst relativ spät ein. Eine der Ursachen könnte sein, dass sich die Wälder erst langsam nordwärts ausbreiteten und noch lange Graslandschaften dominierten, wie Funde in Lundby Mose auf Seeland nahelegen, dem ältesten mesolithischen Fundplatz des Landes (ca. 9300 v. Chr.).
Das Mesolithikum wird in Dänemark üblicherweise in vier archäologische Kulturen eingeteilt, deren zweite die Maglemose-Kultur (7400–6000 v. Chr.) ist. Sie wurde zunächst nach dem großen Moor bei Mullerup (Seeland) auch als Mollerup-Kultur bezeichnet, und ist außer im späteren Nordkreis auch in England (Boxburne, Star Carr) und in Nordrussland (dort als Kunda-Kultur bezeichnet) bis jenseits des Urals verbreitet. Maglemose bedeutet ‚Großes Moor‘. Der südlichste Fundplatz ist Haltern am See in Nordrhein-Westfalen. In der Maglemose-Kultur bildeten sich wegen der weiten Verbreitung und der Langlebigkeit der Kultur, aber auch wegen klimatischer Veränderungen und Einflüssen der Nachbarkulturen Gruppen heraus, auch wurde England um 6800 v. Chr. durch eine Flut vom Festland abgeschnitten. Im Maglemosien breiteten sich die Wälder in weiten Teilen Dänemarks aus, was die Lebensweise drastisch veränderte. Wichtige Fundstätten sind Holmegård, Ulkestrup, Lying, Öregarde, Sværdborg und Kongemose. Ihre Artefakte haben sich ungewöhnlich gut erhalten, da die meisten Siedlungen im Moor lagen. Zu diesen zählen etwa bis 1,8 m hohe Bögen aus Ulmenholz, Bolzenpfeile aus Kiefernholz, aber auch zahlreiche Artefakte aus Knochen und Geweih. Die rechteckigen oder trapezförmigen, 2,5 bis 4,5 mal 2,5 bis 6 m messenden Hütten hatten Böden aus geflochtenen Rindenstreifen und gespaltenen Birken- und Kiefernstämmen. Es fanden sich Ritzungen auf Geweih und Knochen, Tierplastiken aus Bernstein (Singaalgard auf Seeland), durchbohrte, durch Strichmuster verzierte Schmuckscheiben. Eine Vorstufe zur Keramik ließ sich anhand luftgetrockneter, ungemagerter und ungebrannter Scherben nachweisen.

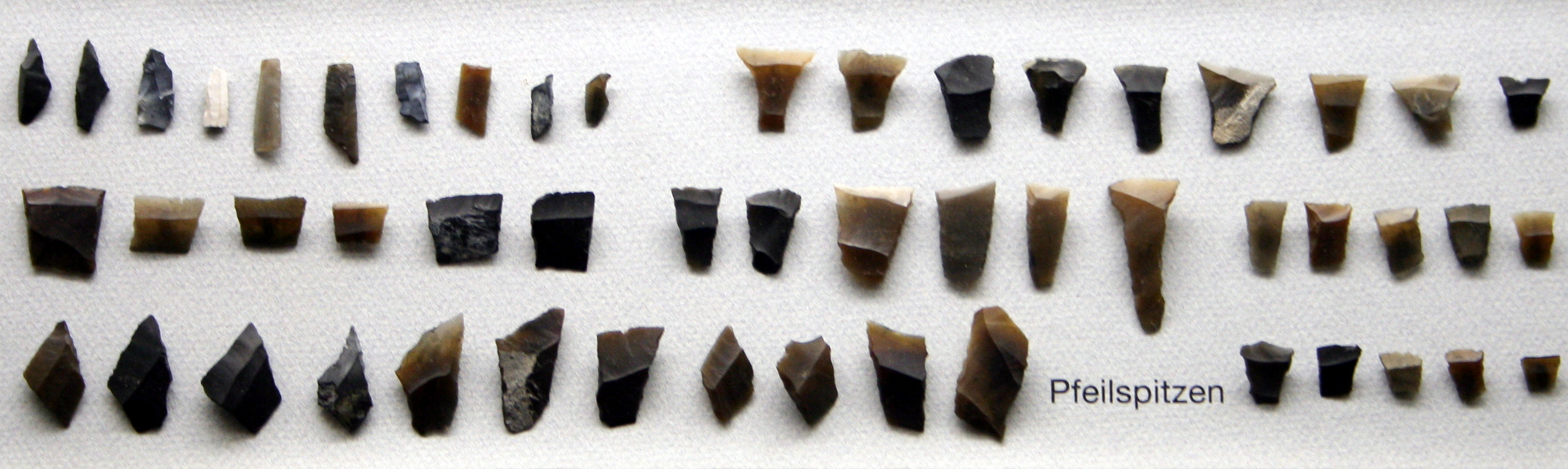
Pfeilspitzen der Kongemose-Kultur, Schloss Gottorf, 2012

Die Kongemose-Kultur (6000–5200 v. Chr.) wurde ebenfalls nach einem Moor auf Seeland benannt und tritt gleichfalls in Gruppen auf (Gudenå und Ahrensburg, das den Ursprung zu bilden scheint). Die Jagd auf Rotwild und Wildschweine wurde wesentlich durch Beeren, Fische, Nüsse, Schalentiere, Vögel und Wurzeln ergänzt.
Die letzte mesolithische Kultur, die Ertebølle-Kultur, wird im deutschsprachigen Raum auch Ertebølle-Ellerbek-Kultur genannt. Sie wird auf 5500–4000 v. Chr. datiert. Sie wurde nach Fundplätzen auf der Kimbrischen Halbinsel benannt. Es handelte sich um eine Kultur, deren Basis die Fischerei war, dazu andere marine Lebewesen, wie Muscheln. Zunächst nur an den Muschelhaufen, die die Kultur hinterlassen hat, untersucht (Brovst am Limfjord, auf 5700 v. Chr. datiert, ist der älteste), hielt man die Bewohner für Gruppen, die am Existenzminimum lebten, und durch die Landwirtschaft schließlich von ihrer rückständigen Lebensform „erlöst“ wurden, zumal man glaubte, sie lebten unmittelbar auf den Abfallhaufen. Zudem stimmten die dänischen Wissenschaftler dieser Deutung zu, da sie von der französischen Forschung inspiriert waren, die im 19. Jahrhundert das Mesolithikum für eine Degenerationszeit hielt, in der die großen Jägerkulturen untergegangen waren. Jedoch sind inzwischen äußerst langlebige Kontakte zwischen den Mesolithikern und den bäuerlichen Kulturen des Südens, den Neolithikern belegt, ebenso wie ein mehrere Jahrtausende währendes Nebeneinander der Lebensweisen. So fand man Artefakte der bäuerlichen Rössener Kultur an Ertebølle-Fundplätzen. Offenbar bot die vergleichsweise ortsfeste Lebensweise der Mesolithiker im Ostseeraum Dänemarks ähnlich sichere Lebensgrundlagen, wie die der Neolithiker weiter im Süden. Erst um 4000 v. Chr. setzte sich die bäuerliche, produzierende Lebensweise gegen die aneignende der Mesolithiker durch. Während dieser Übergang offenbar vergleichsweise wenig gewalttätig war, scheint sowohl in Schweden als auch in Dänemark der Übergang „Kongemose/Ertebølle eine Zeitspanne erhöhten Gewaltaufkommens“ darzustellen.

### Neolithikum (etwa 4000 bis 1700 v. Chr.): Bauernkulturen
Die Jungsteinzeit in Dänemark begann um 4000 v. Chr. und dauerte bis 1700 v. Chr. Die Periode bekam auch den Namen „Bøndestenalter“ (Bauernsteinzeit), weil die Menschen das Land kultivierten und Vieh hielten. Es fand eine Zuwanderung aus dem Süden statt, wo die Menschen schon lange Bauern waren.

### Bronzezeit

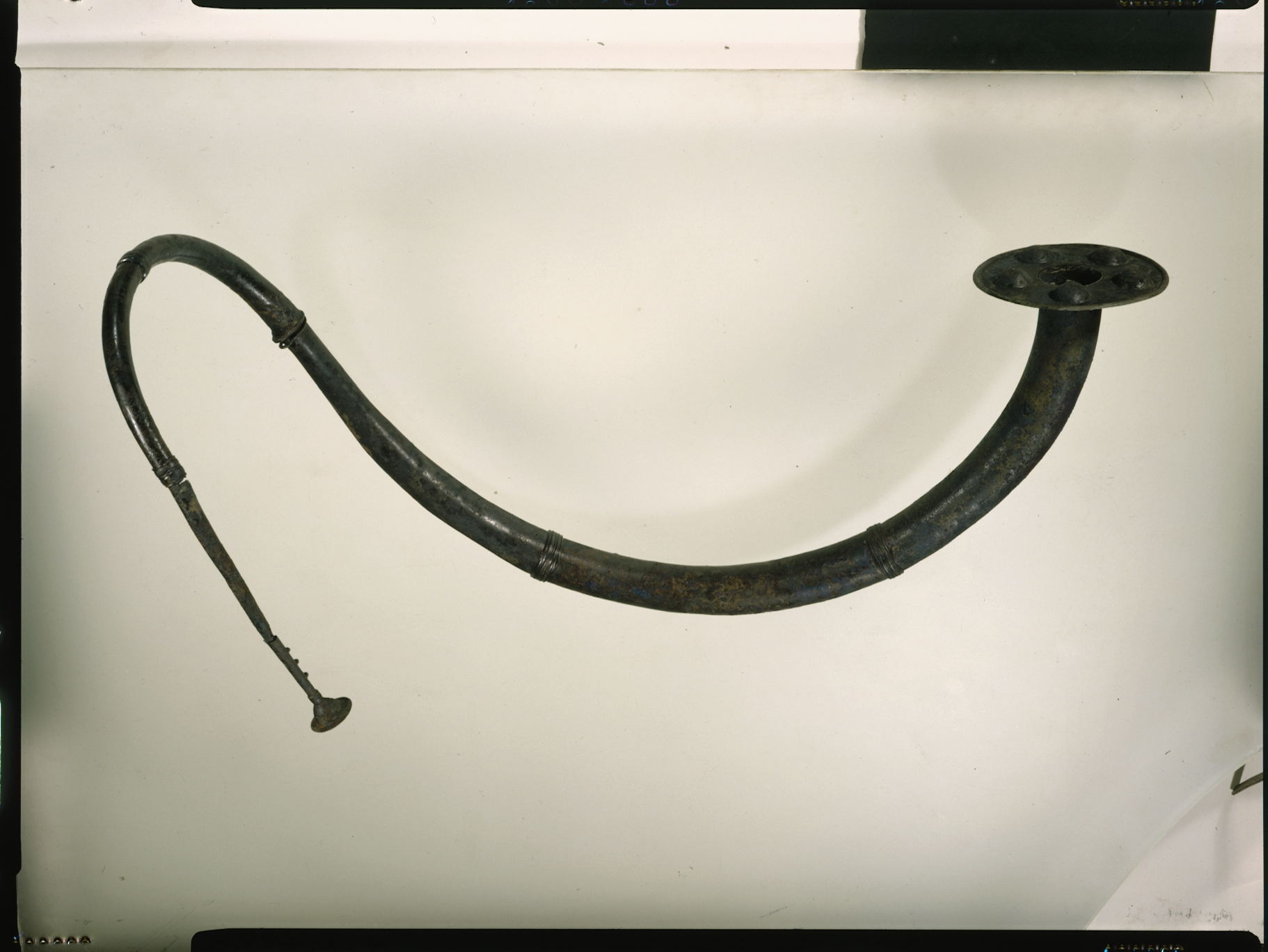
Eine Lure aus Ulvkær. Die Länge des Rohres beträgt ca. 2,75 m.

Die Bronzezeit begann in Dänemark etwa um 1700 v. Chr. und dauerte bis 500 v. Chr. Das Klima war wärmer als in der Neuzeit, was zu einer kulturellen Blüte beitrug. Davon zeugen der Sonnenwagen von Trundholm und andere reiche Votivdepotfunde, in denen sich u. a. bronzene Luren, Pferdegeschirre, Waffen und Schmuckstücke befanden.

### Eisenzeit

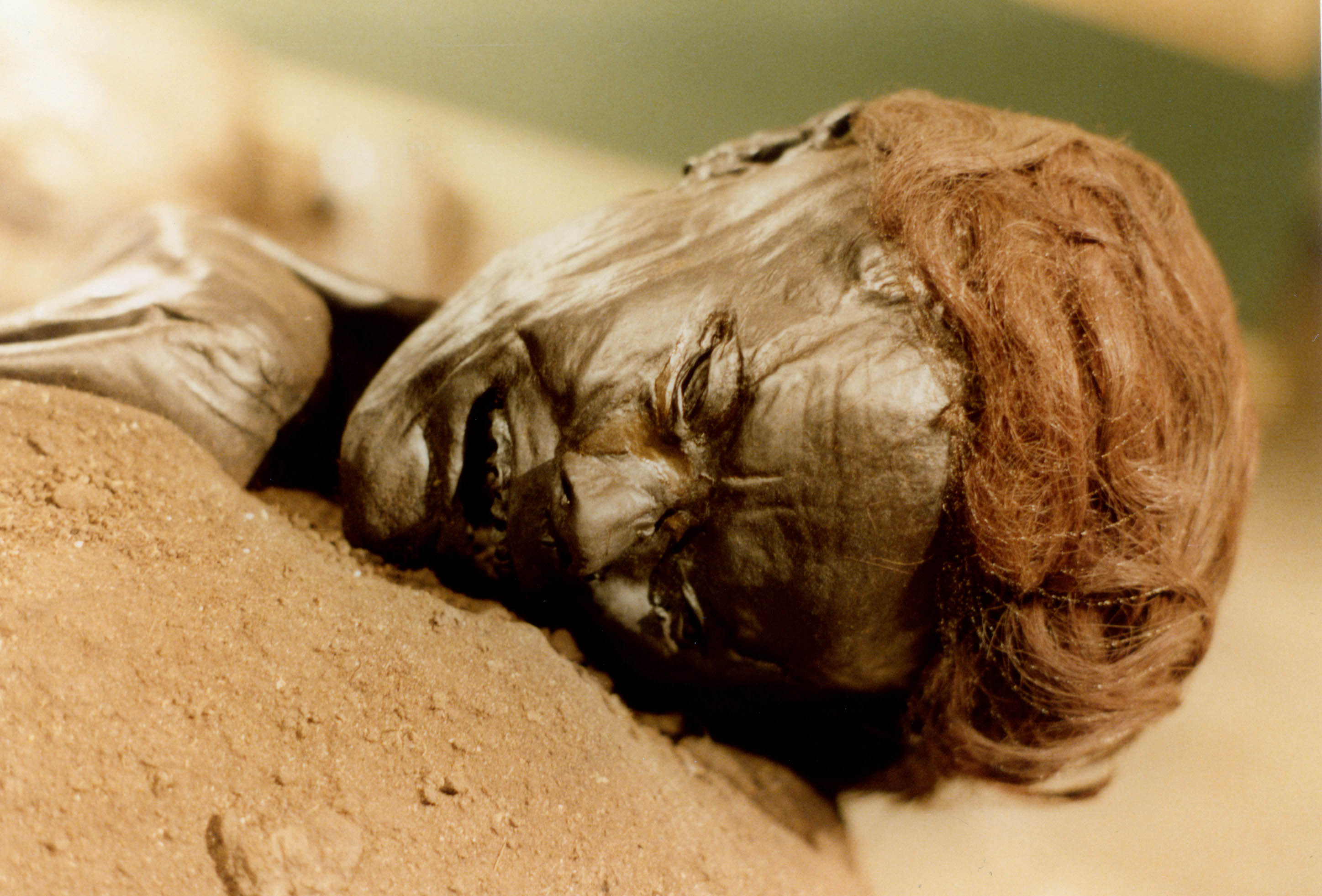
Kopfansicht des Grauballe-Mannes, 3. Jahrhundert v. Chr.

Die Eisenzeit wird unterteilt in die vorrömische Eisenzeit, die römische Eisenzeit und die germanische Eisenzeit. Sie dauerte von 500 v. Chr. bis 800 n. Chr.
In der frühen vorrömischen Eisenzeit war der Hof das Grundelement der Siedlungen. Dennoch muss es auch übergreifende Strukturen gegeben haben, wie der Fund von 60 toten Kämpfern bei Hjortspring belegt. Eine solche Zahl erforderte die Kooperation zahlreicher Höfe oder mehrerer Siedlungen.
Nach 400 v. Chr. kam es zu einer Klimaverschlechterung, die mit Abwanderung und kultureller Verarmung einherging. In der späten vorrömischen Zeit ist die soziale Differenzierung anhand der Hausgrößen deutlich zu erkennen, wie in Hodde, wo sich ein umzäunter sehr viel größerer Hof in der Siedlung fand. Auch fanden sich reiche ausgestattete Gräber, wie in Langå in Fünens Osten.
113 v. Chr. wurden die in und südlich von Jütland siedelnden Kimbern und Teutonen erstmals erwähnt. Vom 2. bis 6. Jahrhundert finden sich Spuren eines Vorläufers einer Großsiedlung mit zentralem Charakter und weitreichenden Handelsbeziehungen im Osten von Fünen bei Gudme. Während der ersten Hälfte des 6. Jahrhunderts tauchen plötzlich in gotischen, fränkischen und byzantinischen Quellen Hinweise auf die Existenz und die kriegerischen Taten von Dänen auf. Dazu gehört auch die Schilderung Prokops über die Wanderungen der Heruler vom Donauraum nach Norden. Als eines der Völker, dessen Gebiet sie berührten, werden die Danoi genannt. Jordanes schreibt in seiner Gotengeschichte von Konflikten zwischen Dänen und Herulern. Dabei meint er, dass die Dänen von den Suionen (Schweden) abstammten. Gregor von Tours bezeichnet den König Chlochilaicus als „Dänenkönig“. Der Dichter Venantius Fortunatus feiert in seinen Preisgedichten auf die Frankenkönige Chlothar I. und Chilperich deren Siege über die Dänen. Ganz überwiegend wird die Urheimat der Dänen im heutigen Südschweden, besonders in den bis 1658 zu Dänemark gehörenden Gebieten Schonen, Blekinge und Halland, vermutet, von wo sie sich im 6. Jahrhundert über die Inseln bis Jütland ausbreiteten und mit den Jüten verschmolzen.

## Wikingerzeit
Franken, Goten und Byzantiner registrierten die dänische Expansion, die in der Folgezeit zur Gründung mehrerer Kleinkönigreiche führte. Später wurde nicht immer zwischen Dänen, Schweden und Norwegern unterschieden. Der Begriff „Wikinger“ wurde erstmals 879 für alle Piraterie treibenden nordischen Stämme in der Angelsächsischen Chronik verwendet, jedoch wurde er nicht durchgängig für die Dänen genutzt, die durchaus identifizierbar blieben. Die Könige aus dieser Zeit (wie etwa Ragnar Lodbrok) sind allerdings weitgehend sagenhaft; auch über die frühen Königssitze wie Ribe und Lejre ist wenig bekannt.

### Christianisierung
Um 710 versuchte der zum Missions-Erzbischof geweihte Willibrord vergeblich, den damaligen Dänenkönig Ongendus zu bekehren. Dieser scheint Dänemark teilweise geeint zu haben; möglicherweise residierte er in Ribe. Unter Karl dem Großen unterblieben weitere Missionsversuche, da er eine Missionierung nicht unterworfener Gebiete ablehnte. Dies hing mit seiner Idee von der Zusammengehörigkeit von Reich und Kirche zusammen und änderte sich erst unter Ludwig dem Frommen.

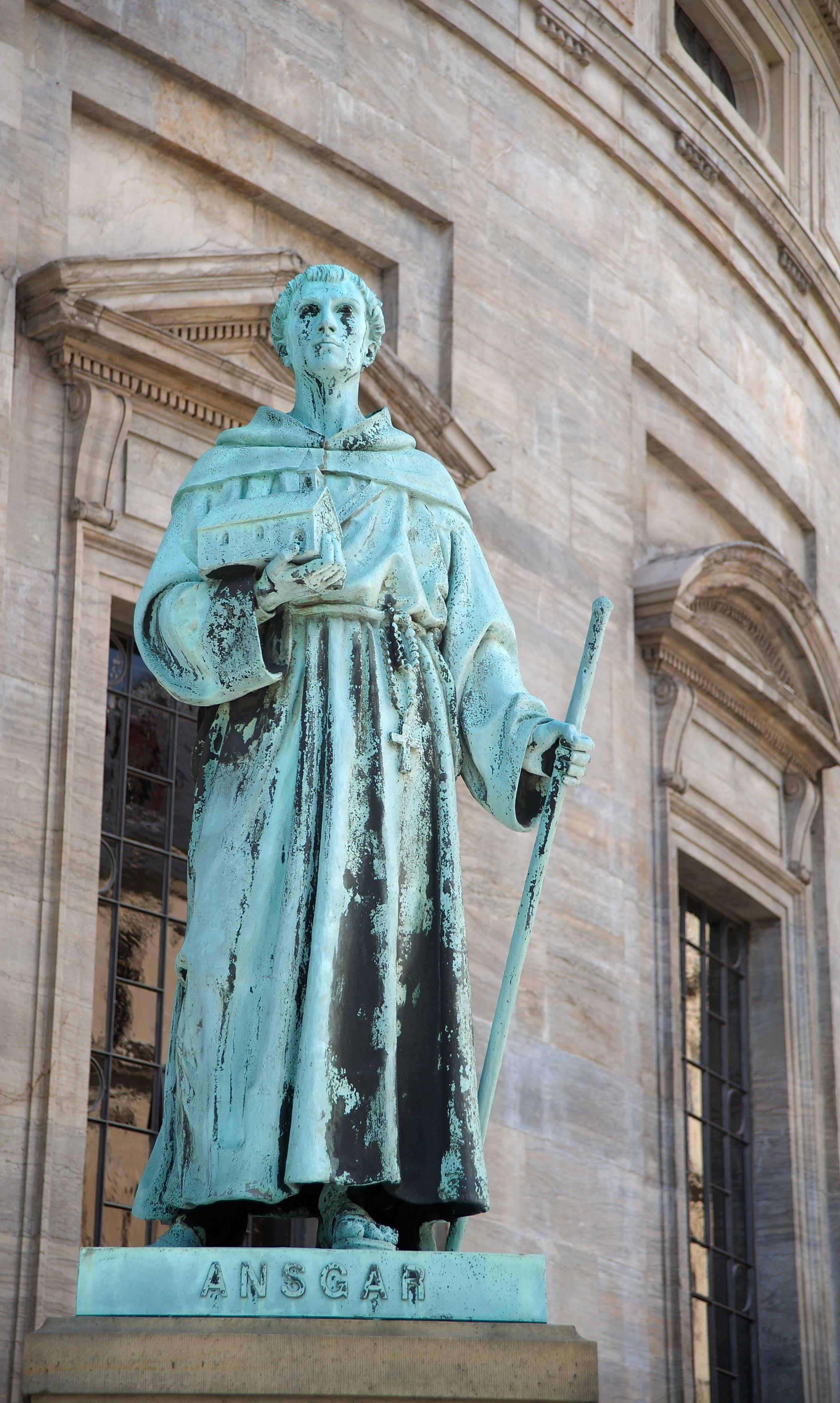
Ansgar, Schutzheiliger Dänemarks, vor der Marmorkirche in Kopenhagen

Unter Ludwig dem Frommen wurde auf Betreiben der Erzbischöfe Agobard von Lyon und Ebo von Reims die Mission über die Nordgrenze des Reiches wieder aufgenommen. Diesem Plan kam entgegen, dass der dänische Wikingerkönig Gudfred (Göttrik) 810 ermordet worden war. Dessen Söhne vertrieben den Kronprätendenten Harald Klak, worauf dieser Vasall König Ludwigs wurde. Mit dem Missionsauftrag des Kaisers reiste Ebo nach Rom, um den päpstlichen Missionsauftrag zu erhalten. Dieser Auftrag wurde 822 oder 823 mit einer Papstbulle von Papst Paschalis I. erteilt. Das Missionsgebiet wurde dabei nicht näher umschrieben (ubique). Ebo unternahm 823 seine erste Missionsreise nach Dänemark. Der Papst schärfte ihm dabei ein, in allen Zweifelsfragen beim Papst rückzufragen, wie es schon für Bonifatius gegolten hatte. Damit begann sich der Missionsauftrag der Kirche allmählich von der Reichskirche zu emanzipieren. Mit dieser Bulle wurde Ebo Missionsvikar und Missionslegat des Papstes nach dem Vorbild des Bonifatius.
831 wurde auf einer Synode von Kaiser Ludwig das Erzbistum Hamburg errichtet. Der Erzbischof erhielt das Recht, im skandinavischen Bereich Bischöfe einzusetzen und Priester dorthin abzuordnen. Die politische Absicht dahinter war, den Norden der Reichskirche einzugliedern, was nur mit einem Erzbischofssitz im Reiche möglich war. Zum ersten Erzbischof wurde Ansgar von Erzbischof Drogo von Metz geweiht. 831/832 erhielt Ansgar das Pallium und eine Urkunde, in der ihm die Legation erteilt wurde. Gleichzeitig wurde die Errichtung des Missionserzbistums Hamburg bestätigt. Die Mission geriet aber nach der Plünderung Hamburgs durch die Dänen 845 ins Stocken, da alle Ressourcen vernichtet waren. 848 kam es dann zu der Gründung des Erzbistums Hamburg-Bremen durch eine Bulle Papst Nikolaus I. Ansgar trat zusammen mit den Gesandtschaften Ludwigs des Deutschen 843 und/oder 847 mit Horik I. von Dänemark in Verbindung. Dessen Taufe erreichte er zwar nicht, aber die Erlaubnis in Schleswig eine Kirche zu bauen. Horik geriet 850 in Thronstreitigkeiten mit seinen Neffen und fiel 854 in einem Bürgerkrieg und mit ihm alle Ansgar wohlgesinnten Berater. Von seiner Sippe blieb nur sein Neffe Horik II. übrig. Er stand anfangs unter dem Einfluss des mächtigen und christenfeindlichen Jarls Hovi von Schleswig. Horik II. entledigte sich aber bald seiner Ratgeber und wandte sich Ansgar zu, bat ihn um Priester, schenkte der Kirche in Ripen einen Bauplatz für eine Kirche und erlaubte die Anwesenheit eines Priesters. Auch Horik II. ließ sich nicht taufen, übersandte aber 864 Geschenke an Papst Nikolaus I. Während der Auseinandersetzungen um die Entstehung des Erzbistums Hamburg-Bremen mit dem Erzbischof von Köln gingen die Missionsversuche in Dänemark wieder zurück. Erst Erzbischof Unni von Hamburg (916–936) nahm sie wieder auf und schickte erneut Priester nach Dänemark. Dabei wurde er von Harald Blauzahn unterstützt. Dessen Vater, Gorm der Alte, hatte Dänemark geeint, war aber betont heidnisch eingestellt und zerstörte wahrscheinlich die Kirche in Schleswig.

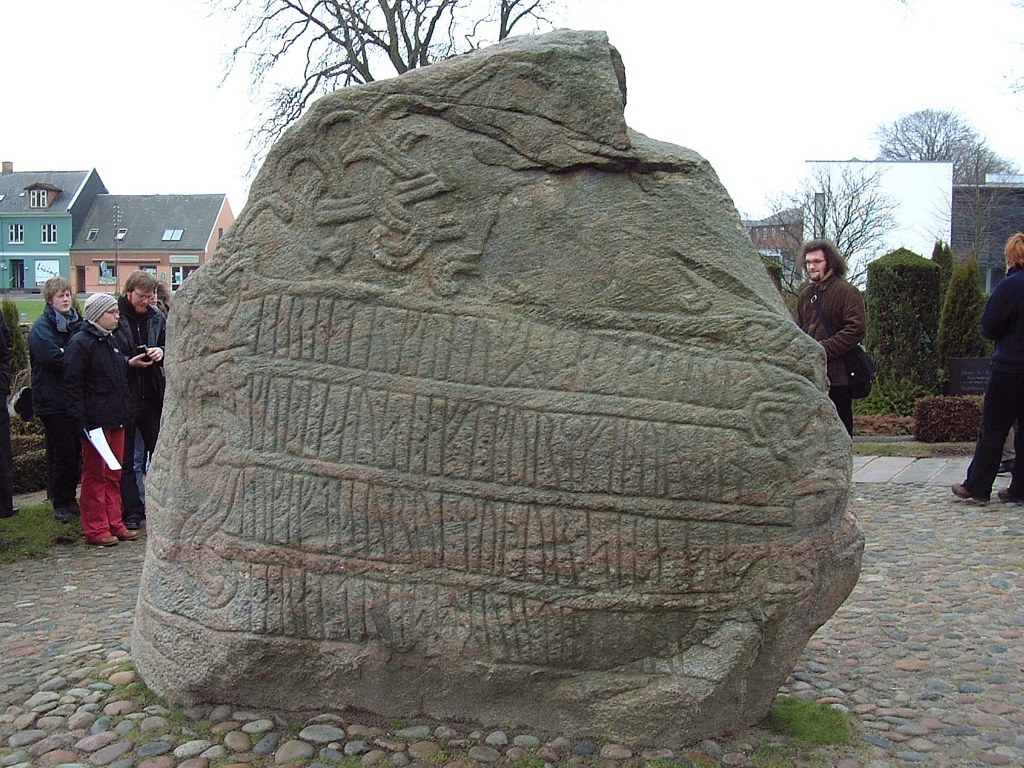
Großer Jellingstein mit dem Text zur Vereinigung Dänemarks unter einem König

Otto I. gründete 948 drei Bistümer in Dänemark: Schleswig, Ripen und Aarhus. Das deutet darauf hin, dass zu dieser Zeit der Machtbereich Haralds auf Jütland beschränkt war. Im Laufe seiner Regierung hat er wohl, wie auf den Jellingsteinen berichtet, Fünen, Seeland, Schonen und die übrigen Inseln hinzugewonnen.
Um 965 ließ sich Harald Blauzahn taufen. In den 980er Jahren kam noch Odense auf Fünen hinzu. 965 wurden alle dänischen Bistümer durch kaiserliches Privileg von den Abgaben an den Kaiser und dem Eingriffsrecht kaiserlicher Vögte befreit. Der Kaiser handelte hier als Herr und Schützer der Reichskirche für die Interessen des Bremer Erzbischofs Adalgar. Damit war der Hamburger Erzbischof die einzige Verbindung zwischen Dänemark und dem Reich. Dem dänischen König blieb die Ausstattung der dänischen Bistümer überlassen, die dänischen Bischöfe waren aber Suffragane des Hamburger Erzbischofs und damit Mitglieder der Reichskirche. Bald machten sich in den skandinavischen Kirchen auch unter Einfluss der englischen Kirche Bestrebungen bemerkbar, sich von der Reichskirche zu lösen. Mit Zunahme der Autorität des Papsttums begannen die Landeskirchen über die Reichsinstanzen hinweg unmittelbaren Kontakt mit dem Papst aufzunehmen. Für die Kurie war allerdings für eine auch von ihr gewünschte Verselbständigung der skandinavischen Kirchen unabdingbare Voraussetzung der Abschluss der Missionierung. Als Indikatoren wurde dafür angesehen: der Übertritt des Herrscherhauses und der führenden Schichten und des überwiegenden Teils des Volkes zum Christentum, außerdem eine wenigstens ansatzweise festzustellende Institutionalisierung kirchlichen Lebens durch Klöster und eine Diözesan- und Pfarrorganisation und zuletzt die nationale Unabhängigkeit und Fixierbarkeit des Territoriums.
Auf Dänemark angewandt ergab sich Folgendes: Harald Blauzahn ließ sich um 965 mitsamt seinem hirð, seiner Leibwache, taufen. Entscheidend dafür sei das Poppowunder gewesen. Sven Gabelbart ließ englische Missionare kommen. Er holte Bischof Gotebald aus England und entsandte ihn nach Schonen. Auch der dänische Klerus setzte sich mehr und mehr aus Einheimischen zusammen. Die dänische Kirche begann sogar selbst zu missionieren. Propst Oddar, ein Verwandter Sven Gabelbarts, erlitt bei der Missionierung der Elbslaven 1018 den Märtyrertod. Der Nachfolger von Sven Gabelbarts Sohn Harald II. war Knut der Große, welcher gegenüber der englischen Kirche eine offene Allianzpolitik betrieb. Diese Politik geht auf Erzbischof Lyfing von Canterbury zurück, der wahrscheinlich den ersten Peterspfennig Knuts nach Rom brachte und dessen Anerkennung als König erwirkte. Papst Benedikt VIII. schrieb zum ersten Mal seit Papst Nikolaus I. einen Brief unmittelbar an einen Dänen. Die Bestrebungen, sich vom Hamburger Erzbistum zu lösen, kommen auch darin zum Ausdruck, dass Erzbischof Aethelnod von Canterbury drei Bischöfe für Dänemark weihte: Gerbrand für Roskilde, Bernhard für Schonen und Reginbert für Fünen. Damit wurde Lund von Roskilde abgetrennt und Knut geriet in Konflikt mit dem Hamburger Erzbischof Unwan (1013–1029). Dieser fing um 1022 Gerbrand auf seiner Reise von England nach Dänemark ab und überzeugte ihn von den Vorrechten des Erzbistums Hamburg über Dänemark. Es gelang ihm in der Folgezeit die Weiherechte für Dänemark zur Geltung zu bringen und Erzbischof Libentius II. (Libizo, Liäwizo) vom Erzbistum Bremen-Hamburg weihte 1029 Avoco zum Nachfolger Gerbrands in Roskilde. – Knut führte den Peterspfennig in Dänemark ein.

### Frühmittelalter

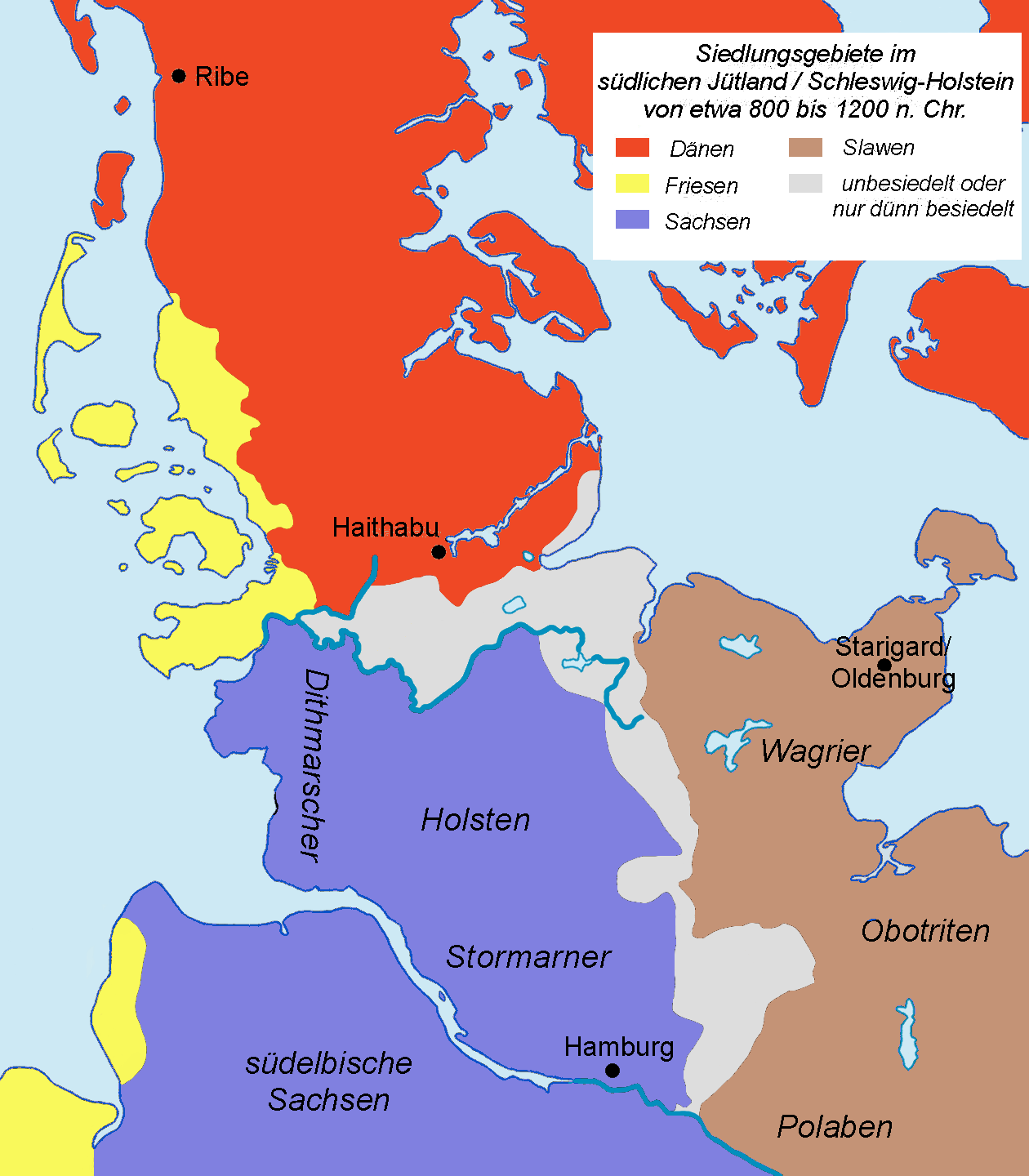
Siedlungsgebiete im südlichen Jütland bzw. im heutigen Schleswig-Holstein zwischen etwa 800 und 1100

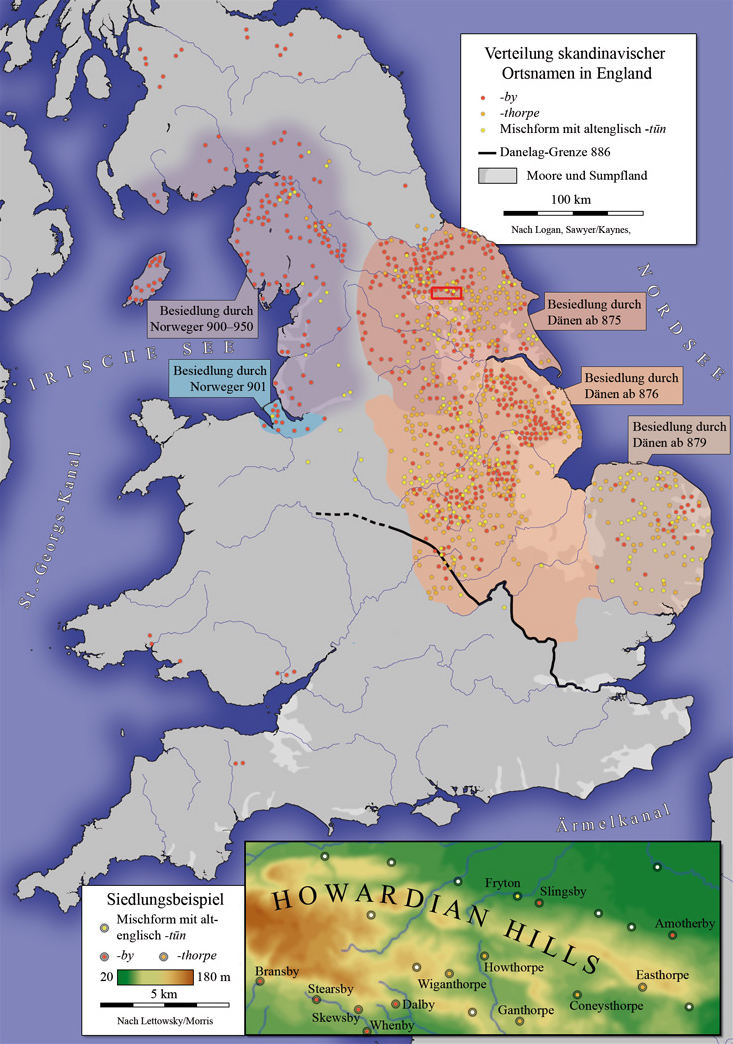
Skandinavische Ortsnamen im heutigen England aus der Zeit des Danelag um 865–960

Um 730 errichteten die Dänen (unter König Ongendus?) zum Schutz gegen die südlich siedelnden Sachsen das Danewerk bei Haithabu in der Nähe von Schleswig. Etwa um 800 entführte König Göttrik die Kaufmannschaft aus dem damals slawischen Ort Reric (bei der Insel Poel) und siedelte sie stattdessen in Haithabu an.
Fast alle dänischen Dörfer stammen aus der Wikingerzeit bzw. sind älter als 800 Jahre. Dörfer mit den Suffixen -heim, -ing(e), -lev, -løse und -sted gehören zu den ältesten. Sie sind bereits aus der Zeit der Völkerwanderung bekannt. Suffixe wie -torp und -toft(e) sind vermutlich im 8. und 9. Jahrhundert aus England nach Dänemark gelangt, die auf -by aus Schweden. Die Suffixe -rød, -rud, -tved, -holt, -skov, -have und -løkke stehen für Rodungen, die im 13. Jahrhundert erfolgten.
Im Frühmittelalter wurden in den Quellen mehrmals Angriffe der Dänen auf andere Länder erwähnt. Um 884 fielen die Dänen in England ein, besetzten einen Teil des Landes, und forderten von den englischen Königen Tribut in Form des Danegelds. Der Sieg Alfred des Großen über das „Große Heidnische Heer“ im Jahr 878 war nicht dauerhaft. Das Ausgreifen der dänischen Macht nach England brachte eine Verschiebung des Machtzentrums nach Jütland mit sich. Im Jahre 924 hatte jedoch der englische König Eduard der Ältere das gesamte Danelag wieder unter englische Kontrolle gebracht.
Andererseits spielten die Dänen eine bedeutende Rolle im Fernhandel, wie der 2012 entdeckte Münzschatz von Ibsker auf Bornholm belegt, der nach 854 vergraben wurde. Dieser Handel erfolgte über das osteuropäische Flussnetz über mehrere Zwischenglieder und führte zu einem Zustrom von Edelmetallen; auch Krieger und Händler aus Schweden und Dänemark migrierten auf diesem Weg und erreichten Byzanz und Bagdad.
In den Jahrzehnten nach 900 stand Dänemark nicht unter einer einheitlichen Herrschaft, vielmehr gab es mindestens zwei, wenn nicht drei Machtzentren. Süderjütland mit der Handelsstadt Haithabu war in den Händen schwedischer Erobererkönige, die durch Adam von Bremen und zwei der Runensteine von Haithabu bekannt sind. Schweden saßen auch auf Lolland. In Jelling im südlichen Nordjütland hatte ein anderes Königsgeschlecht seinen Sitz, das nach Adam von Bremen um 900 aus Norwegen gekommen war. Unsicher ist, ob Håkon der Gute Seeland und die schonische Küste unterwarf. Die schwedische Herrschaft in Haithabu wurde 934 von Heinrich dem Vogler besiegt. König Knut I. musste sich taufen lassen. Damit endeten die Wikingerzüge aus der Eidermündung auf friesisches Gebiet bis 980. Die dänischen Wikinger schienen sich stattdessen nach Osten gewandt zu haben, denn ein Runenstein aus dieser Zeit ehrt einen Krieger, der in Schweden umgekommen war. Nach den Annalen von Corvey zum Jahre 934 hatte sich Heinrich „die Dänen“ unterworfen. Wie weit damit Jütland eingeschlossen ist, ist nicht festzustellen.

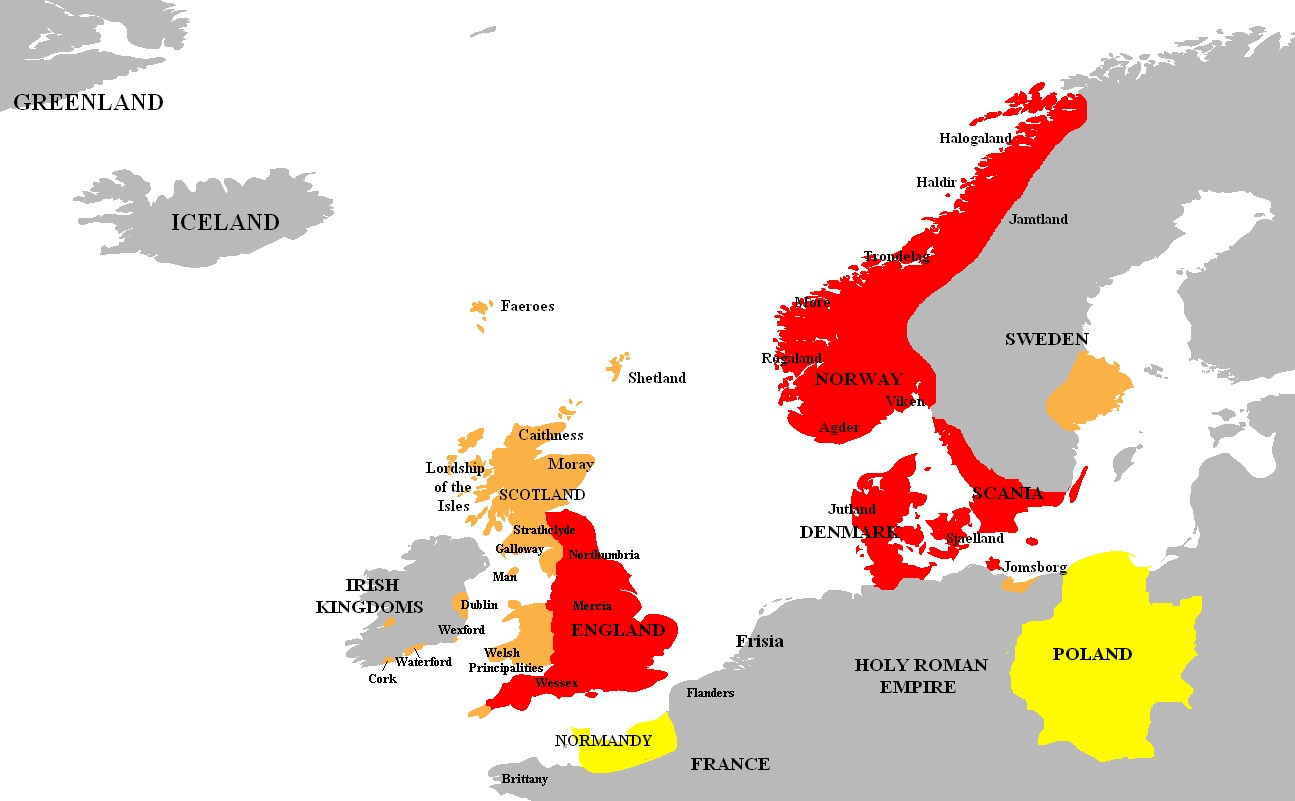
Das dänische Nordseereich (Entstehung ca. 1000–1013 unter Sven Gabelbart und Knut dem Großen, Untergang 1042 mit dem Tod von Knuts Sohn Hardiknut) mit seinen Vasallenstaaten und Verbündeten.
Das Nordseereich
Tributpflichtige Gebiete
Verbündete Gebiete

Überhaupt ist umstritten, was die Zeitgenossen unter Dänemark verstanden haben. Die Niederschrift Alfreds des Großen über die Fahrten Ottars und Wulfstans, das früheste Zeugnis dazu, bezeichnete als „Dänemark“ das heutige Südschweden einschließlich Schonen, die Inseln Falster, Lolland, Langeland und wahrscheinlich auch Seeland und die übrigen ostdänischen Inseln. Erst der nordjütische Skivum-Stein aus der Zeit des Jelling-Steins rechnete auch Nordjütland zu Dänemark, möglicherweise eine Folge der Einigung unter Harald Blauzahn. Unter diesem Gesichtspunkt sei auf dem Jellingstein berichtet, dass Harald Ostdänemark erobert habe. Auf der anderen Seite berichtet Gregor von Tours, dass ein „dänischer“ König Chlochilaich Anfang des 6. Jahrhunderts in Gallien eingefallen sei. Wenn die Vermutung richtig ist, dass Chlochilaich der Hygelac des Beowulf-Liedes ist, dann gehörte er zu dem Stamm der Geaten, die mit Gauten und Goten in Verbindung gebracht wurden und irgendwo östlich von Jütland lokalisiert werden, was wieder mit Ottars Beobachtungen im Einklang stünde.
Dänemark wurde bereits vor 960 von Gorm (dem Alten) oder seinem Sohn Harald Blauzahn erstmals geeint. Die Königsgewalt war allerdings noch nicht weit entwickelt, von einer „Regierung“ in heutigem Sinne kann noch nicht gesprochen werden. Das zeigen auch die regellosen Wikingerzüge bis in die Regierungszeit Sven Gabelbarts hinein, die teilweise sogar Gebiete unter der Herrschaft des eigenen Königs betrafen. Bis weit in das 11. Jahrhundert wurden die Dänen als Wikinger bezeichnet, welche in ganz Europa Kolonien gründeten und Handel trieben, aber auch ganze Länder und Landstriche plünderten und Kriege führten. Um 1115 setzte der dänische König Niels Knud Lavard als Grenzjarl in Süderjütland ein. Aus dem Jarltum entstand später das Herzogtum Schleswig als dänisches Lehen.
Unter der Herrschaft Sven Gabelbarts und Knuts des Großen erreichte Dänemark von ca. 1000 bis 1035 eine enorme territoriale Ausdehnung als Nordseereich. So gehörten neben Dänemark auch Teile Schwedens, Norwegen und erneut England zum Reich Knuts des Großen. Nach Knuts Sohn Hardiknut übernahm Magnus der Gute von Norwegen die Herrschaft über Dänemark. Er starb wenig später an den Folgen einer Verletzung und Knuts Neffe Sven Estridsson gelangte an die Macht.

## Hochmittelalter

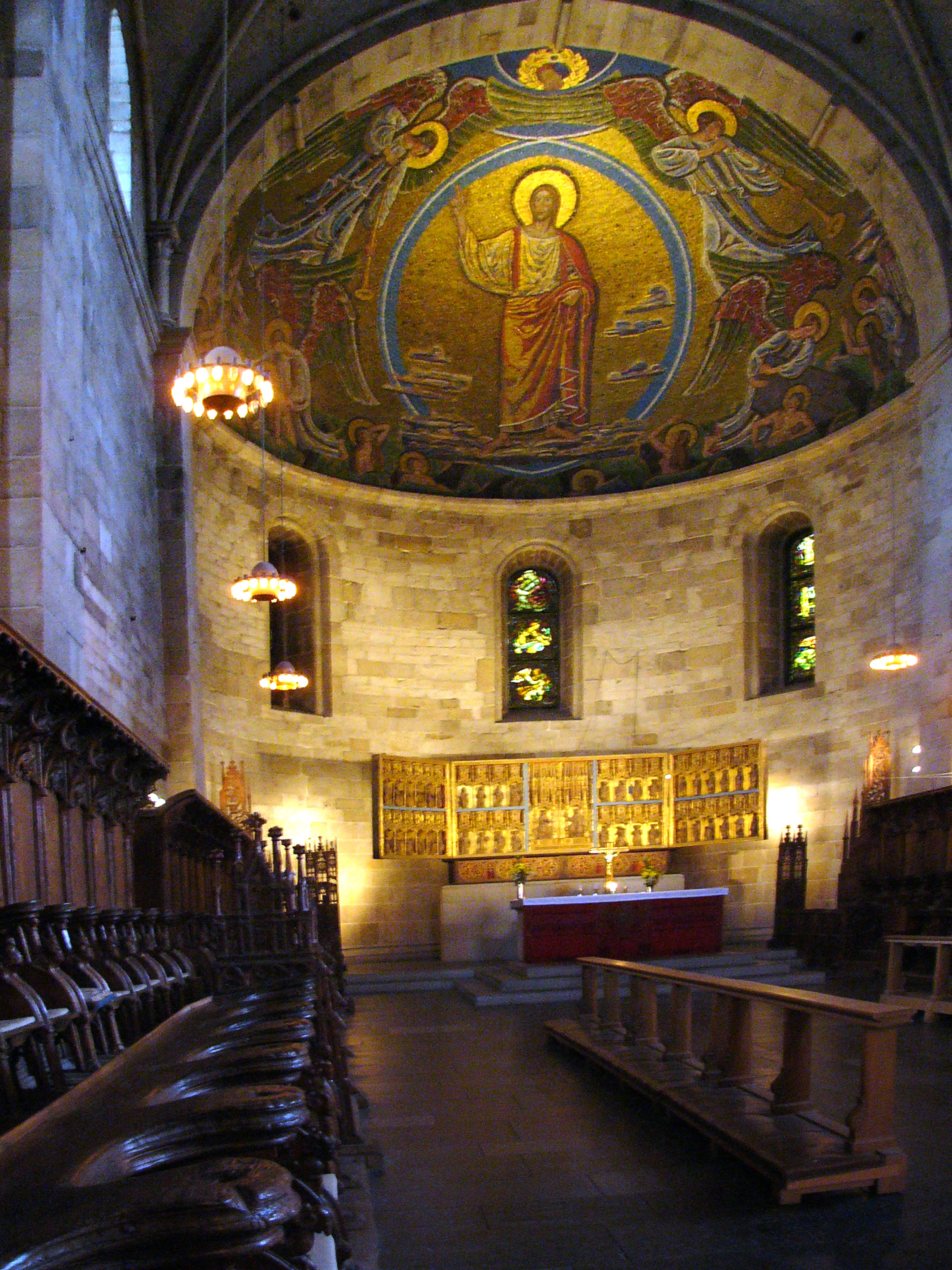
Dom zu Lund, Chorraum mit Apsis

Ab der Regentschaft Knut des Heiligen (außerehelicher Sohn von Sven Estridsson (1080–1086)), stieg der Wohlstand der dänischen Krone, was an der engen Verbindung zwischen Königshaus und Kirche lag. Ein Beispiel ist die Schenkungsurkunde für die Domkirche in Lund. Das Geld für den Kirchenbau stammte größtenteils von Bußen für Landfriedensbruch und den Bruch der Ledingspflicht – Mittel, die zum Teil dem König zugedacht waren (die Leding war die Pflicht jedes Freien zur Heerfolge). Es war vorgesehen, dass im Kriegsfall jeder Kreis Dänemarks dem König eine bestimmte Anzahl von Schiffen samt Besatzung stellen musste. Wer dieser Pflicht nicht nachkam, machte sich strafbar und musste in der Regel Grundbesitz abtreten.
Knut IV. versuchte die königliche Macht im Lande zu stärken, wozu er wiederholt in die überlieferte Rechtsordnung eingriff. Dies führte zu Widerstand, und während eines Volksaufstands wurde er 1086 in der Sankt Albans-Kirche zu Odense erschlagen, später jedoch heiliggesprochen.
Königtum und Kirche versuchten gemeinsam zu wachsen und die Macht im Lande zu zentralisieren. 1104 wurde hierzu das Erzbistum Lund gegründet, dem der gesamte Norden unterstand. Im selben Jahr änderte König Niels eine Reihe von Hofämtern, wodurch bestimmte Funktionen aufgewertet wurden. Mundschenke, beispielsweise, wurden zu Drosten befördert und verwalteten ab sofort Reichsangelegenheiten; Marschälle waren zunehmend für die Verwaltung des Militärs zuständig. Auch die Zahl königlicher Amtspersonen nahm in dieser Zeit beträchtlich zu. Widerstand gegen diese Konzentration von Macht schlugen König und Kirche gemeinsam nieder. In den letzten Jahren der Herrschaft von König Niels wurde außerdem versucht, den Zölibat mit Gewalt durchzusetzen. Dieser Konflikt führte zu einer gesetzlichen Besonderheit, nämlich dem privilegium fori, d. h. der Unabhängigkeit der Kirche von Thinggerichten.

### Zwischen Zersplitterung und Großmachtzeit
Als Knud Lavard, Herzog Süderjütlands die Wendenstämme im Westen als Reichslehen erhielt, wurde er als Anwärter auf den dänischen Thron angesehen, und somit zum Konkurrenten von Prinz Magnus. Bei einer Zusammenkunft der Kontrahenten bei Ringsted wurde Knud Lavard am 7. Januar 1131 ermordet. Infolgedessen nahm sein Halbbruder Erik II. den Kampf gegen Magnus auf. Dies glückte ihm dank der erhaltenen Hilfe der seeländischen Adeligen der Hvide. 1134 fand die Schlacht bei Fodevig in Schonen statt, in welcher Prinz Magnus und fünf Bischöfe fielen. König Niels überlebte das Gefecht, wurde jedoch kurz danach in Schleswig von Gildebrüdern erschlagen.
Noch 1134 wurde Erik II. zum König gekrönt. Während seiner Herrschaft widmete Erik der Heiligsprechung seines ermordeten Bruders viel Mühe. Der Erzbischof von Lund, Asker, schien dem Wunsch nachkommen zu wollen, allerdings war sein Nachfolger Eskil diesem Anliegen nicht so wohlgesinnt. Aufflammende Bürgerkriege lenkten ebenfalls von diesem Vorhaben ab. Um 1157 unterlagen Waldemar, dem Sohn Knud Lavards, alle Gegner im Thronfolgestreit. Als Alleinherrscher erhielt König Waldemar I. die päpstliche Aufmerksamkeit und Gunst, die nötig war, um Knud Lavard heiligsprechen zu lassen. In einer Doppelzeremonie im Jahr 1170 wurde der längst ermordete Herzog kanonisiert und Waldemars siebenjähriger Sohn, Knut VI., von Erzbischof Eskil zum König gekrönt.
Im Anschluss war das Verhältnis zwischen Erzbischof und König oft zwieträchtig. Beide Parteien standen einander im Laufe der folgenden Jahre mehrmals gegenüber. König Waldemar leistete dem deutschen Kaiser Friedrich Barbarossa 1162 die Lehnshuldigung und versprach diesem somit seine Treue. Angesichts heftiger Auseinandersetzungen mit dem dänischen König ging Erzbischof Eskil 1177 ins Exil, worauf Bischof Absalon, ein Mitglied des Hvide-Geschlechts, dessen führende geistliche Position übernahm. Während dieser Zeit genoss König Waldemar gute Verhältnisse zum Papst Alexander III. In Betracht der päpstlichen Gunst versöhnte sich Erzbischof Eskil mit dem König und kehrte nach einigen Jahren zurück. Zusammen ordneten König und Kirche die Verzierung dänischer Kirchen und die Errichtung vieler Klöster an. Der Zisterzienserorden wurde besonders gefördert und besaß bald viele Niederlassungen und Einfluss im Land.

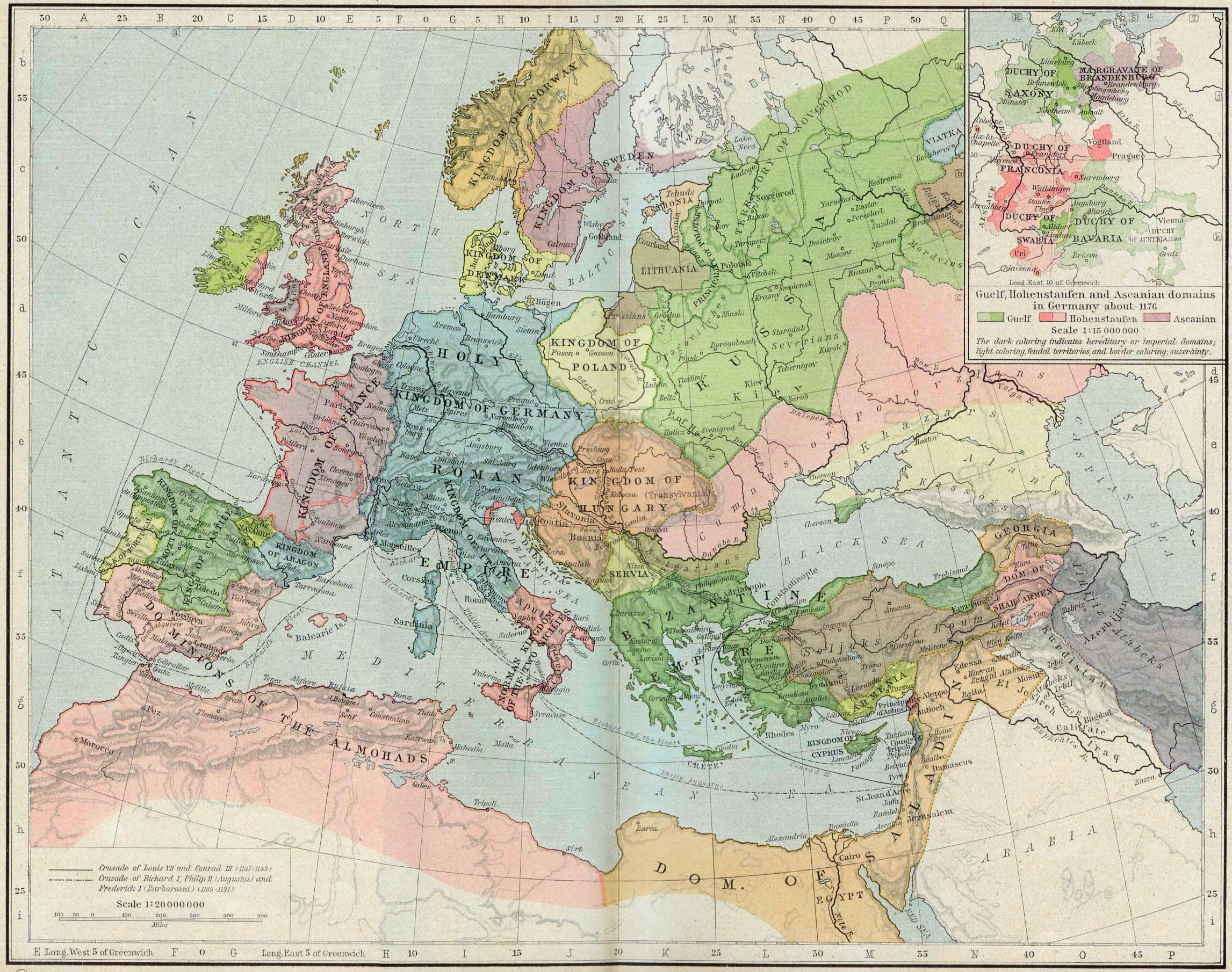
Europa im Jahr 1190

Infolge etlicher dänischer Kreuzzugsunterfangen gegen die Wenden wurde 1168 das slawische Kulturzentrum Arkona auf Rügen erobert. Dies wurde von den Dänen als größter Vergeltungsschlag gegen viele Jahre slawischer Piratenzüge und Plünderungen angesehen. Der Sieg führte zu einem einenden Gemeinsamkeitsgefühl unter dem vom Bürgerkrieg zerrissenen Volk. Als Rügen in das Bistum Roskilde eingegliedert wurde, führt das zu massiven Aufständen gegen die dänische Herrschaft von Seiten der Wenden. In den darauffolgenden Kriegen erlangte Dänemark Besitz von Estland. 1219 wurde die Schlacht von Lyndanisse dazu genutzt, die göttliche Zuneigung gegenüber Dänemark zu belegen. Auf die Gebete des Erzbischofs Andreas Sunesen soll Gott gehört und den Dänen den Sieg geschenkt haben. Durch dieses sagenumwobene Ereignis wuchs das Vertrauen des Volkes gegenüber dem König und einer starken Kirche.
Während der frühen Jahre des 13. Jahrhunderts errang Dänemark weitere militärische Erfolge. Die Grafschaft Holstein, einst unter Herrschaft der Schauenburger, wurde von Dänemark 1200/1201 erobert. 1202 wurde Lübeck ebenfalls unter dänische Kontrolle gebracht, behielt allerdings sehr viel Eigenständigkeit in vielen geschäftlichen und politischen Bereichen. Diese Selbständigkeit fand sich nach Lübecks Vorbild in vielen Verfassungen späterer dänischer Städte wieder.

### Waldemarzeit
Nach gewaltsamen und erfolgreichen Siegen über das aufständische Volk, welches gegen das zentralistisch veranlagte, großmächtige Königtum und eine ebenfalls zentralisierte, gewaltige Kirche gefochten hatte, gedieh das Waldemargeschlecht. Eine Waldemar-Dynastie entstand, deren Macht und Einfluss sich mit Gunst und Willen Gottes rechtfertigte. Die als „Valdemarernes Storhedstid“ („Großmachtzeit der Waldemardynastie“) bezeichnete Zeit bezieht sich auf die frühen Jahre des 12. Jahrhunderts, in welchen Dänemark eine führende Handelsmacht war und im eigenen Land eine produktive Landwirtschaft gedieh. Eine neue dänische Adelsschicht bildete sich, die Steuerfreiheit genoss, sich dafür jedoch unausweichlich zum Kriegsdienst verpflichtete und völlig mit dem Militärdienst befasst war. Holzbauten verschwanden zumeist und wurden durch Stein ersetzt, Kirchen nahmen den romanischen Stil an. Eine Großzahl junger Dänen besuchte in dieser Zeit angesehene Universitäten des mittelalterlichen Europa. Ein Drang nach Bildung und Gelehrtheit flammte auf, indem Erzbischof Andreas Sunesen dem Volk Mut zusprach, Latein ohne klassische Texte zu lernen.
1202 wurde Waldemar II., jüngerer Sohn von Waldemar I., zum König gekrönt, was die Dynastie festigte. Dann allerdings wurde 1223 Waldemar II. mit seinem Sohn Waldemar während der Jagd durch den Grafen von Schwerin gefangen und erst 1225 nach der Schlacht bei Mölln und Zahlung eines hohen Lösegelds freigelassen. Infolgedessen büßte Dänemark seine norddeutschen Territorien ein und gewann sie auch nach der Niederlage in der Schlacht von Bornhöved im Jahr 1227 nicht wieder.

## Reichsauflösung, Spätmittelalter
Die Niederlage von Bornhöved schlug Expansionsgedanken aus dem Kopf Waldemars II. Statt Reichserweiterung betrieb er nun die Sicherung seiner herrschaftlichen Macht, indem er Abkommen mit politischen Gegnern traf. Reval wurde in das Erzbistum von Lund eingegliedert. 1232 wurde Erik IV. Mitkönig, nachdem sein älterer Bruder Waldemar starb. Durch die Heirat Herzog Abels mit der schauenburgischen Grafentochter Mechthild von Holstein sollte ein Frieden zwischen Schleswig und Holstein hergestellt werden. 1231 erschien das „Landbuch des Königs Waldemar“, welches dienlich bei Steuererhebungen sein sollte. Es benötigte Jahrzehnte, um vollendet zu werden und gewährt heute einen guten Einblick in das Finanz- und Steuersystem des Mittelalters.
Die Reichseinheit, die unter Waldemar I. entstanden war, währte aber nicht ewig. Vor seinem Tod hatte Waldemar II. Grenzprovinzen seinen Söhnen überlassen. Abel wurde Herzog von Süderjütland, Christoph wurde Herzog von Lolland-Falster und zwei außerhalb der Ehe gezeugte Söhne, Niels und Knut, bekamen Halland und Blekinge. Obwohl jene Lehen gar nicht als erblicher Besitz vorgesehen waren, sorgen sie für Unruhe hinsichtlich der Reichseinheit. König Erik IV. sah sich in vielen Angelegenheiten den Brüdern gegenübergestellt, meist Herzog Abel. Die Kirche blieb von folgenden Auseinandersetzungen nicht verschont und drohte sogar mit Bann. Als Erik IV. Steuerabgaben für jeden im Einsatz befindlichen Pflug Dänemarks forderte, entflammten Unruhen und Aufstände im Volk. Der König (nun unter dem Namen „Erik Plovpenning“ bekannt) war gezwungen zu fliehen. Nach Angriffen von Seiten Herzog Abels zog Erik IV. 1250 nach Schleswig, um den Herzog im Gefecht zu bezwingen. Obwohl der König obsiegte, wurde er nach Verhandlungen auf Geheiß des schleswigschen Herzogs bei Missunde ermordet.
Nach dem Tod Eriks IV. 1250 ließ sich Herzog Abel auf einem Thing zu Viborg zum König wählen und wurde daraufhin gekrönt. Während seiner Herrschaft von 1250 bis 1252 gewährte er dänischen Handelsleuten, aber vor allem ausländischen Kaufleuten, viele Privilegien. Diese handelsfreundliche Politik erwies sich als kritisch im wirtschaftlichen Machtkampf gegen die stets wachsende deutsche Hanse. Um das Land noch mehr zu zentralisieren und somit „verwaltbarer“ zu machen, wurde die „Abel-Christoffersche Verordnung“ erlassen, die Christoph I. die Pflicht der Weiterführung des Reichs zusprach. Aufgrund von drei Kriegen an drei Fronten fiel ihm diese Aufgabe schwer. Als Abel während eines Feldzugs gegen die Friesen ermordet wurde und sein ältester Sohn sich in Gefangenschaft des Erzbischofs von Köln befand, wurde Christoph zum König erhoben. Norwegen und Schweden drohten das Reich anzugreifen, während Abels Witwe Mechthild von Holstein sich darum bemühte, ihren Söhnen die Krone zu sichern. Den Norden beschwichtigte Christoph I. mit Schadenersatz. Indem der König adeligen Bestrebungen nach Macht nachgab, erreichte er, dass der königliche Hof das Obergericht des dänischen Reichs wurde. Streit entbrannte zwischen Kirche und König, als Erzbischof Jakob Erlandsen versuchte, alle dänischen und weltlichen Untergebenen der Kirche unter Kirchenjurisdiktion zu bringen. Als sich der König dem entgegenstellte, blieb der Erzbischof 1252 dem Hof fern. In Vejle wurde 1256 während einer Kirchenversammlung ein Interdikt für den Fall beschlossen, dass Bischöfe in königliche Haft genommen werden. Erlandsen verlor seine Privilegien bei Hof und wurde 1259 vorübergehend festgesetzt. Da Christoph I. in diesem Jahr starb, ließ seine Witwe Erlandsen frei, woraufhin er seinen Widerstand aus Rom und dem benachbarten Ausland fortsetzte.
Unter seinem Sohn Erik V. erstarkte der Adel immer weiter, was zu anarchischen Verhältnissen führte. 1286 wurde der König ermordet. Sein Sohn Erik VI. versuchte seine Macht in Norddeutschland auszudehnen, konnte jedoch nicht verhindern, dass die norddeutschen Fürsten ihre Unabhängigkeit von Dänemark im norddeutschen Markgrafenkrieg erkämpften. Sein Nachfolger Christoph II. übernahm ein durch Kriege geschwächtes Land, wurde entmachtet und musste längere Zeit im Exil leben. Erst unter seinem Sohne Waldemar IV. („Waldemar Atterdag“), der sich nach einer königslosen Zeit 1332–1340 gegen den Grafen von Holstein und dessen unmündigen Sohn Waldemar III. durchsetzte, erstarkte das Reich wieder.

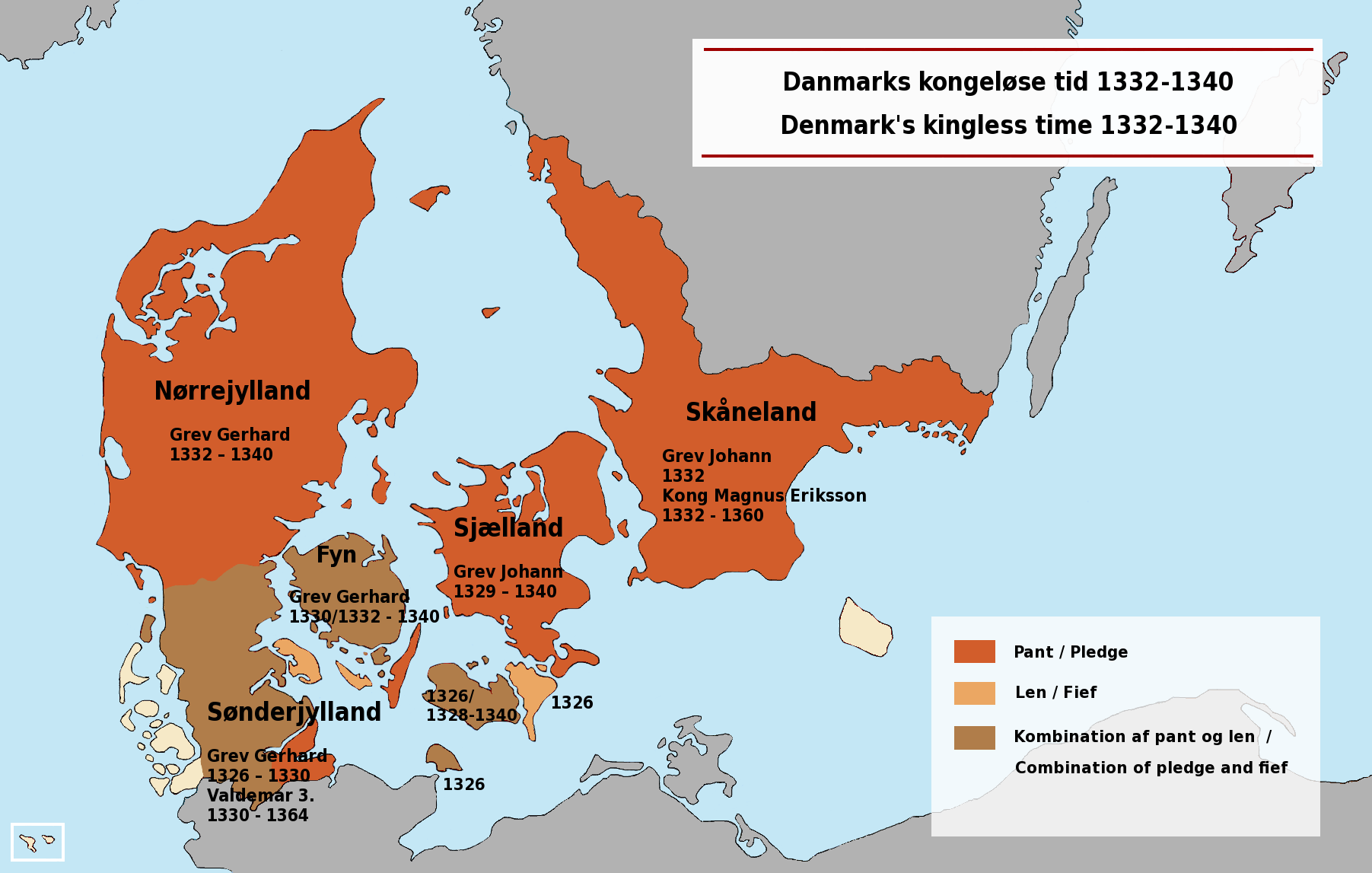
Zwischen 1332 und 1340 war nahezu das ganze Land an ausländische Herren verpfändet. Diese Phase wird als königslose Zeit bezeichnet.

## Auseinandersetzungen mit Lübeck und den Hansestädten
oder auch

## Zeit der Kalmarer Union (1397–1523)

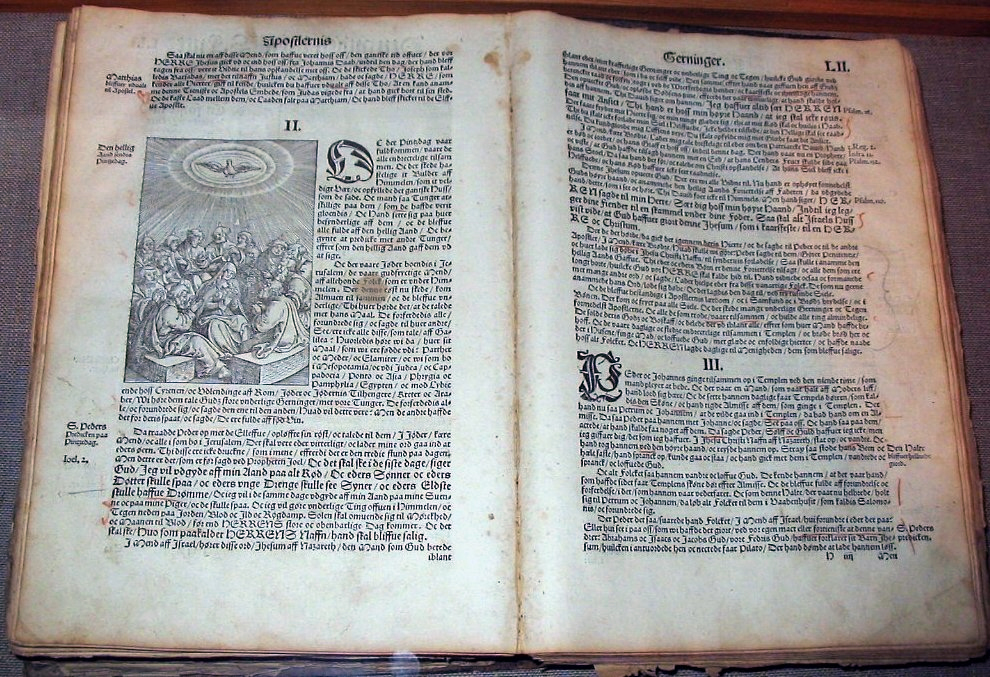
Die Bibel Christians III. von Dänemark, Kopenhagen, 1550 – die erste dänische Übersetzung – in 3000-facher Auflage

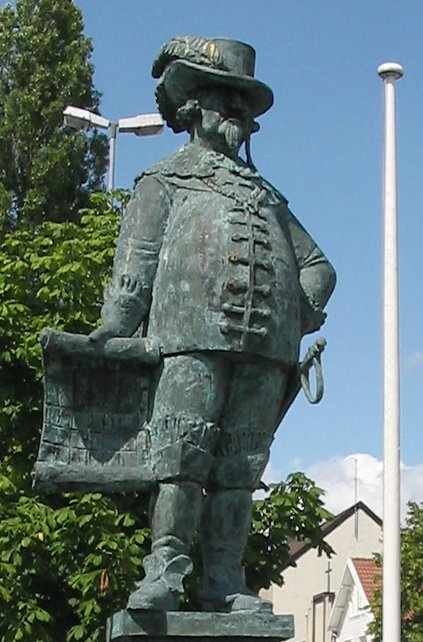
Christian IV. von Dänemark, Standort des Standbilds: Kristiansand, Norwegen

1397 begann die Kalmarer Union als Zusammenschluss der Königreiche Dänemark, Norwegen und Schweden unter Federführung der dänischen Regentin Margarethe I., die im Namen ihres Großneffen Erik von Pommern handelte. 1409 mussten die Schauenburger ihr für einige Jahre Flensburg zum Pfand geben. Nach dem gewonnenen Einfluss über die Stadt ließ Margarethe sogleich die Duburg errichten. Dänemark gewann nach und nach mehr Macht und Einfluss, geriet dabei dann letztlich aber mit der Hanse in Konflikt. Dänemark verlor 1435 den Krieg gegen die Hanse und Holstein, doch 1460 (Vertrag von Ripen) entstand die Personalunion des dänischen Königshauses mit den Herzogtümern Schleswig und Holstein. Der dänische Unionskönig verlor jedoch 1464 Schweden und scheiterte 1471 bei einem Versuch, den schwedischen Thron zurückzuerobern.
1482 druckte Johann Snell in Odense das erste Buch Dänemarks; 1495 erschien das erste Buch in dänischer Sprache.
1500 besiegten das Dithmarscher Bauernheer unter Wulf Isebrand in der Schlacht bei Hemmingstedt das dänisch-schleswig-holsteinische Heer unter König Johann und seinem Bruder Friedrich, Herzog in den gottorfschen Anteilen Schleswigs und Holsteins. Das 1501 wieder abgefallene Schweden konnte auch im Dänisch-Hanseatischen Krieg (1509–1512) nicht zurückgewonnen werden, doch 1559 unterlag Dithmarschen dänisch-schleswig-holsteinischer Truppen unter Johann Rantzau („Letzte Fehde“). 1523 schied Schweden mit der Wahl eines eigenen Königs (Gustav I. Wasa) endgültig aus der Kalmarer Union aus, wodurch ein langandauernder Konflikt um die politische Führung im Ostseeraum ausgelöst wurde.

## Neuzeit bis zum Wiener Kongress

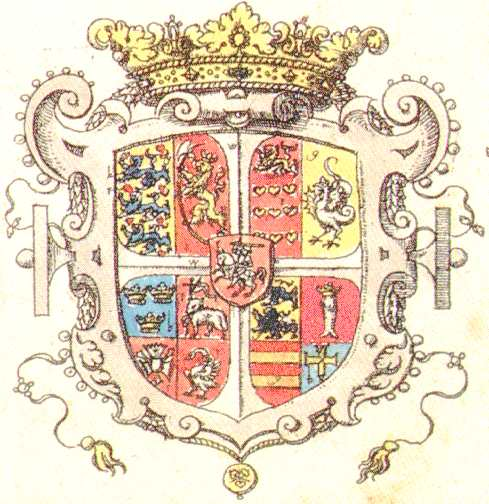
Dänisches Wappen ca. 1600 (Siebmacher 1605)

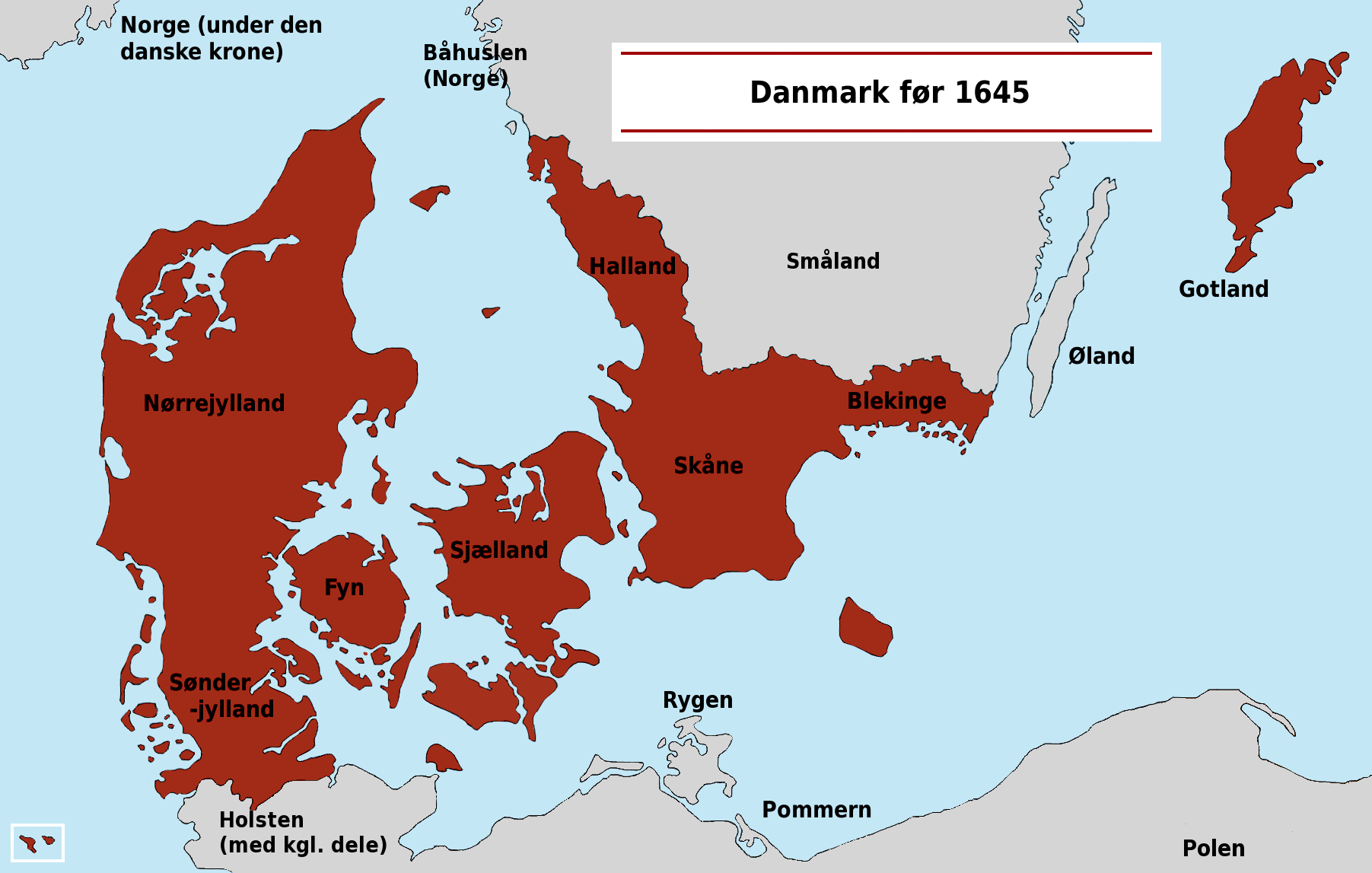
Dänemark bis 1645

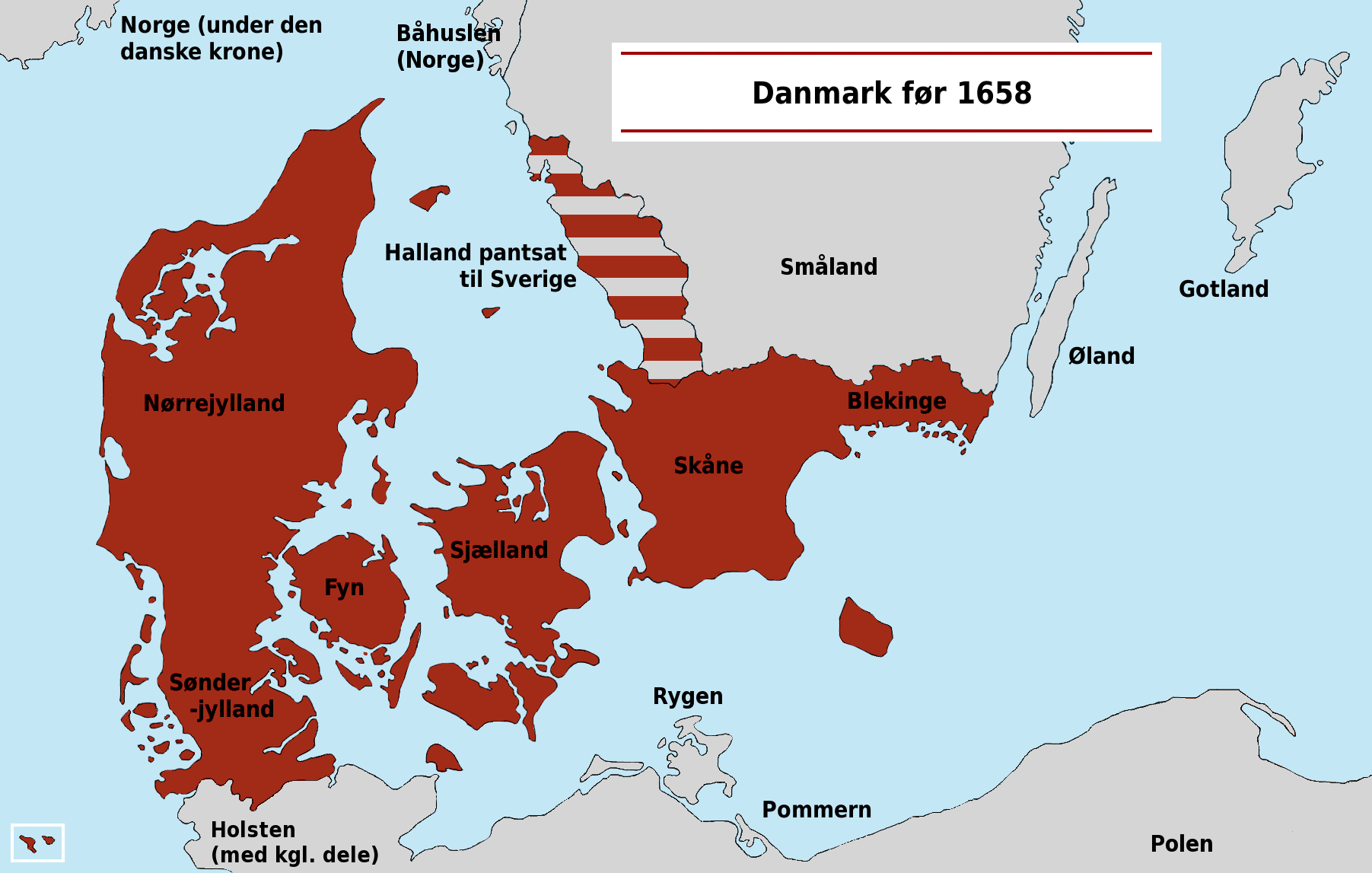
Dänemark bis 1658

1537 wurde von Christian III. die Reformation eingeführt.
Um 1560 wechselten in Dänemark und Schweden die Regenten, womit die Phase der friedlichen Koexistenz beider Reiche nach dem Ende der Kalmaer Union beendet wurde. Der schwedische Monarch Erik XIV. wollte die dänische Vormachtstellung im Ostseeraum brechen. Der Nordische Siebenjährige Krieg (Dreikronenkrieg von 1563 bis 1570) endete aber, ohne dass es zu Grenzverschiebungen kam. Im Kalmarkrieg versuchte Dänemark, Schweden wieder in seine Abhängigkeit zu bringen, was aber misslang. Von da an verschoben sich die Machtverhältnisse zugunsten eines dynamischeren Schwedens, das in der Folgezeit die dominierende Ostseemacht wurde.
1620 erwarb Dänemark die Jungferninseln als Kolonie (Dänisch-Westindien). Den entscheidenden Wendepunkt in der dänischen Außenpolitik bildete das misslungene Eingreifen König Christian IV. im Dreißigjährigen Krieg in den Jahren 1625–1629. Christian unterlag im Jahr 1626 den kaiserlichen Truppen unter Tilly in der Schlacht bei Lutter. Die Niederlage bedeutete den militärischen Zusammenbruch Dänemarks. Der demütigende Friedensschluss von 1629 und die militärischen Erfolge des schwedischen Königs Gustav Adolfs II. ab 1630 in Deutschland machten deutlich, dass Schweden jetzt die dominierende Ostseemacht war. In den folgenden dreißig Jahren ging es nur noch ums Überleben Dänemarks als souveräner Staat. In drei aufeinanderfolgenden Kriegen versuchte Schweden, Dänemark seinem Ostseereich einzuverleiben. Als Karl X. mit seinem Heer im Zuge des Zweiten Nordischen Krieges im Februar 1658 den zugefrorenen Belt überquerte und Kopenhagen bedrohte, schien dieses Vorhaben zu gelingen. Nur knapp konnte Hans von Schack das von den Schweden belagerte Kopenhagen vor der Eroberung und Dänemark davor bewahren, zu einer schwedischen Provinz zu werden. Der Fortbestand Dänemarks konnte nur gesichert werden, da ausländische Mächte, mit den Niederlanden an der Spitze, Schweden zum Frieden zwangen. Als Gegenleistung musste Dänemark alle östlich des Öresunds gelegenen Gebiete, darunter die Provinzen Schonen, Blekinge und Halland (Skåneland), das eigentliche Herkunftsgebiet der Dänen, im Frieden von Roskilde 1658 an Schweden abtreten. Damit war das Gebiet Dänemarks um ein Drittel reduziert worden und der Sund ein internationales Gewässer geworden.
Frederik III. ersetzte 1660/61 das bestehende Wahlkönigtum zugunsten einer Erbmonarchie. Dänemark versuchte, die verlorenen Gebiete von der schwächer werdenden Großmacht Schweden zurückzuerobern. Dies scheiterte aber sowohl im Schonischen Krieg als auch im Großen Nordischen Krieg aufgrund der geopolitischen Lage und diplomatischer Einflussnahme äußerer Mächte. Der Frieden von 1720 leitete bis zum Krieg mit England 1808 die längste friedliche Epoche ein, die Dänemark bislang erlebt hatte. Die ersten Jahre nach 1720 waren von erdrückenden Schuldendiensten aufgrund des Krieges und von einer Krise der Landwirtschaft begleitet. Die Reformminister Johann Hartwig Ernst von Bernstorff, Johann Friedrich Struensee und Andreas Peter von Bernstorff modernisierten unter König Christian VII. das Land zwischen 1751 und 1797 im Sinne der Aufklärung, wobei vor allem die Bauernbefreiung von 1788 bedeutsam war.
Nach der Französischen Revolution und zu Beginn der Empirezeit blieb Dänemark neutral, sowohl gegenüber Frankreich als auch gegenüber Großbritannien. Trotz (oder wegen) dieser bewaffneten Neutralität verweigerte das Land die Durchfahrt britischer Schiffe in die Ostsee. Darauf reagierte 1801 die britische Flotte mit dem aggressiven Angriff auf Kopenhagen. Als nach dem Frieden von Tilsit Großbritannien einen Bündnisabschluss forderte und Dänemark zögerte, dieses Ultimatum zu akzeptieren, griff es 1807 erneut Kopenhagen an, nahm die Stadt nach dreitägigem Beschuss am 5. September ein, wobei die Briten prächtige Teile der Altstadt zerstörten und die dänische Flotte raubten. „Es war der härteste Schlag, der Dänemark seit den schwedischen Eroberungen vor hundertfünfzig Jahren traf“ (Kjeersgaard, Geschichte 54). Der darauf folgende Seekrieg mit Großbritannien bis 1810 bewog Dänemark, Napoléon Bonaparte zu unterstützen. Die Kosten für die Kriegführung sowie die Wirtschaftskrise in Folge der Kontinentalsperre führten Dänemark erst in eine hohe Inflation und am 5. Januar 1813 in den Staatsbankrott. Die dänische Unterstützung für Napoleon hatte zur Folge, dass Dänemark im Kieler Frieden vom 14. Januar 1814 Norwegen an Schweden abtreten musste. Damit endete die dänisch-norwegische Personalunion. Grönland, Island, die Färöer und Dänisch-Westindien verblieben jedoch bei Dänemark.

## Nationalismus und Liberalismus

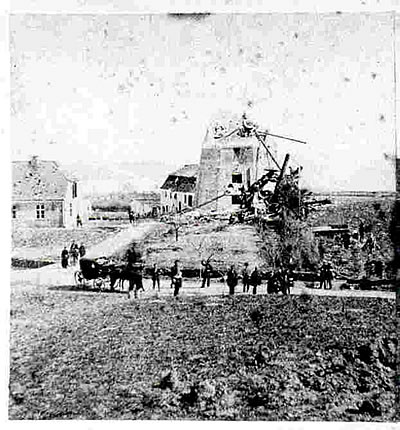
Die zerstörte Düppeler Mühle (1864)

Die Dänische Nationalbewegung und die Liberalen begannen in den 1830er Jahren, an Macht zu gewinnen. Nach den europäischen Revolutionen um 1848 (vgl. Märzrevolution) erklärte sich Dänemark zu einer konstitutionellen Monarchie unter der Linie Schleswig-Holstein-Sonderburg-Glücksburg des Hauses Oldenburg. Das in seinen Grundzügen noch heute geltende Grundgesetz Dänemarks trat in Kraft. Eine wichtige Rolle spielt in dieser Zeit der bedeutende dänische Theologe, Pädagoge, Dichter und Politiker N.F.S. Grundtvig.

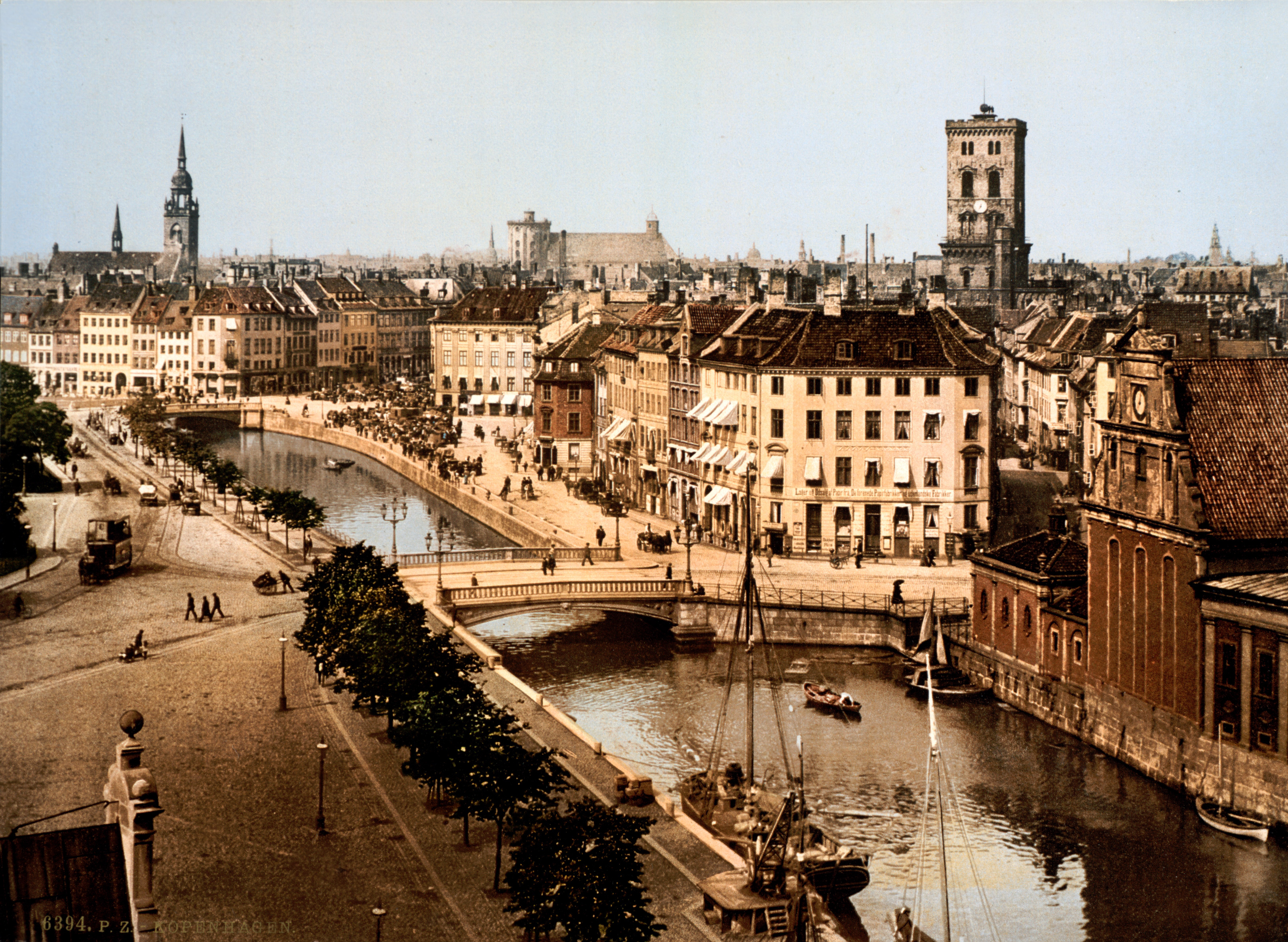
Kopenhagen um 1895

Nachdem sich die Bevölkerung in den Herzogtümern Schleswig und Holstein durch Geldentwertung und eine Immobiliensteuer im Zuge des dänischen Staatsbankrotts 1813 bereits ungerecht belastet fühlte, erhob sich der deutsch gesinnte Teil der Bevölkerung 1848 gegen das dänische Königshaus. Anlass war die Befürchtung deutscher Nationalliberaler, dass dänische Nationalliberale über die Einführung einer gemeinsamen Verfassung Schleswig verfassungsrechtlich ins Königreich Dänemark einverleiben könnten (Schleswig-Holsteinische Erhebung). Schleswig war staatsrechtlich ein dänisches Lehen, während Holstein und Lauenburg Mitgliedsstaaten des Deutschen Bundes waren, wobei alle drei Herzogtümer in Personalunion vom dänischen König regiert wurden. Nach der Niederlage der deutsch gesinnten Schleswig-Holsteiner bestimmte das Londoner Protokoll vom 8. Mai 1852 (völkerrechtlicher Vertrag der europäischen Großmächte Großbritannien, Frankreich, Russland, Preußen und Österreich sowie der beiden Ostseemächte Schweden und Dänemark) den Fortbestand des Dänischen Gesamtstaates und damit die Herrschaft des dänischen Königshauses über die Herzogtümer, wobei jedoch Schleswigs staatsrechtliche Eigenständigkeit außerhalb des Königreiches ebenso festgeschrieben wurde. Da dies jedoch nur den Status quo wiederherstellte, wurde die Schleswig-Holstein-Frage nicht gelöst.
Auch wurde die für den Gesamtstaat eingeführte Gesamtstaatsverfassung vom Deutschen Bund, dessen Mitglieder Holstein und Lauenburg waren, für Holstein und Lauenburg nicht anerkannt. Die daraufhin 1863 unter Einfluss dänischer Nationalliberaler entworfene Novemberverfassung galt jedoch nur für Dänemark und Schleswig, worin die deutschen Staaten eine Verletzung des Londoner Protokolls sahen. Daraufhin führte der Deutsche Bund im Dezember 1863 eine Bundesexekution gegen das Herzogtum Holstein durch, im Februar 1864 drangen schließlich Truppen Preußens und Österreichs unter Protest des Deutschen Bundes in Schleswig ein und lösten so den Zweiten Schleswigschen Krieg (1. Februar bis 30. Oktober 1864; er gilt auch als der erste der drei deutschen Einigungskriege) aus. Dänemark verlor diesen Krieg, und Preußen und Österreich besetzten die Herzogtümer Schleswig, Holstein und Lauenburg. Dänemark wurde im Wiener Friedensvertrag von 1864 gezwungen, Schleswig und Lauenburg an Preußen und Holstein an Österreich abzutreten. Hieran erinnert heute noch die nationale Gedenkstätte bei den Düppeler Schanzen, wo jedes Jahr am 18. April der Jahrestag der verlorenen Entscheidungsschlacht begangen wird. Nachdem Preußen mit Österreich 1866 im Deutschen Krieg vordergründig um die Verwaltung der ehemals dem Dänischen König unterstehenden Gebiete, tatsächlich aber um die Vorherrschaft in Deutschland gekämpft hatte, gewann das siegreiche Preußen im Prager Frieden die Herzogtümer, wobei auf Intervention des Kaisers von Frankreich eine Volksabstimmung im nördlichen Schleswig in Aussicht gestellt wurde, damit die meist dänischsprachigen Bewohner wählen konnten, ob sie zu Dänemark oder zu Preußen gehören wollten. Zu dieser Abstimmung kam es nicht, denn Preußen verleibte sich die Herzogtümer als Provinz Schleswig-Holstein 1867 ein. Preußen ging 1867 im Norddeutschen Bund und dieser 1871 im geeinten Deutschland auf.
In Dänemark bewirkte die Niederlage tiefe Einschnitte in der Entwicklung der nationalen Identität, die Innenpolitik erfuhr einen Linksruck, die Außenpolitik der Nation nahm einen strikten Neutralitätskurs an und behielt diesen bis nach dem Ersten Weltkrieg bei.
1871 formierte sich unter Louis Pio die dänische Arbeiterbewegung. Die Gründung der dänischen Sozialdemokraten erfolgte im Herbst 1871. 1898 wurde der Gewerkschaftsbund Landsorganisationen i Danmark gegründet.
1901 wurde mit dem Systemskiftet („Systemwechsel“) das System des Parlamentarismus eingeführt: Nachdem die Konservative Højre-Partei in den Wahlen derart schlecht abgeschnitten hatte, war König Christian IX. gezwungen, ein Mitglied der liberalen Venstre-Partei zum Ministerpräsidenten (Konseilspræsident) zu ernennen. Nach umständlichen Verhandlungen gelang es dem Venstre-Liberalen Johan Henrik Deuntzer, eine Regierung zu bilden, die sowohl das Vertrauen des Königs als auch eine Mehrheit im Parlament hatte. Seither darf die Regierung im Folketing (Parlament) keine Mehrheit gegen sich haben (sog. negativer Parlamentarismus – „negativ“ deshalb, weil die Regierung anders als in Deutschland oder im Vereinigten Königreich keine Mehrheit für sich haben muss, sondern nur keine Mehrheit gegen sich haben darf).

## Von 1914 bis 1940
Im Ersten Weltkrieg blieb Dänemark neutral. Dennoch wurden 275 Schiffe der dänischen Handelsmarine zerstört und dabei etwa 700 Seeleute getötet. Zudem verloren etwa 6.000 Dänen ihr Leben als Kriegsteilnehmer auf deutscher Seite. Innenpolitisch betrieb die 1913 ins Amt gekommene sozialliberale Regierung unter Führung von Carl Theodor Zahle eine Politik des Ausgleichs. Eine Reihe von im August 1914 erlassenen Gesetzen sorgte für ein in fast allen sozialen und wirtschaftlichen Bereichen bestehendes staatliches Regulierungssystem. Ebenso bekam jede Oppositionspartei die Möglichkeit, einen sogenannten Kontrollminister in die Regierung zu entsenden.
1916 verkaufte Dänemark die Kolonie Dänisch-Westindien nach einjährigen Verhandlungen für 25 Millionen Dollar an die Vereinigten Staaten. Am 1. April 1917 wurden diese Inseln im Karibischen Meer offiziell an die USA übergeben.
1920 fiel nach einer Volksabstimmung im nördlichen und mittleren Teil Schleswigs (dän. auch Sønderjylland / Süderjütland) dessen nördlicher Teil – Nordschleswig – an Dänemark. Der mittlere und südliche Teil – Südschleswig – blieb bei Deutschland. Die so gezogene Grenze bildet noch heute den Grenzverlauf. Die Wiedervereinigung Nordschleswigs mit Dänemark fand am 15. Juni 1920 statt.
Zeitgleich mit der Volksabstimmung kam es Ende März 1920 auch zur sogenannten Osterkrise. Diese entzündete sich, da das Königshaus als auch die nationale Opposition eine weiter südlich verlaufende Grenze forderten, die Regierung entsprechende Forderungen jedoch nicht durchsetzen konnte und deshalb von König Christian X. entlassen wurde. Als Nachfolger setzte der König eine konservative Interimsregierung unter Otto Liebe ein. Diese Entlassung führte zu großem Widerstand der Regierung und von Teilen der Bevölkerung, da ein vorher vom König geforderter Rücktritt der Regierung von selbiger abgelehnt worden war und das Parlament ob der parlamentarischen Osterferien kein Misstrauensvotum gegen die Regierung Zahle ausgesprochen hatte. Nach der Drohung der Sozialdemokraten und Kommunisten, zum Generalstreik und der Errichtung einer Republik aufzurufen, gab der König nach und setzte am 5. April 1920 eine Übergangsregierung unter dem Vorsitz von Michael Pedersen Friis ein. Aus den folgenden Neuwahlen am 26. April 1920 ging die rechtsliberale Venstre als stärkste Kraft hervor, gefolgt von den Sozialdemokraten. Neuer Regierungschef wurde Niels Neergaard.
Nach den Wahlen 1924 stellten die Sozialdemokraten erstmals die Regierung und Thorvald Stauning wurde neuer Regierungschef einer sozialdemokratischen Minderheitsregierung. Aufgrund einer Wahlniederlage 1926 verloren die Sozialdemokraten ihre Regierungsverantwortung jedoch wieder. Nach einem abermaligen Wahlsieg 1929 bildeten sie bis 1940 zusammen mit der sozialliberalen Partei Radikale Venstre die Regierung unter dem Vorsitz von Stauning. Während dieser Zeit gelang es der Koalitionsregierung, Dänemark aus der Weltwirtschaftskrise zu führen und die dänische Wirtschaft zu sanieren. Unter Staunings Führung wurde Dänemark zu einem sozialen Wohlfahrtsstaat.
Von 1931 bis 1933 schwelte der Konflikt mit Norwegen um Gebiete an der grönländischen Ostküste (Eirik Raudes Land und Fridtjof Nansens Land), bis er durch den Ständigen Internationalen Gerichtshof zugunsten Dänemarks entschieden wurde.
Von 1933 bis 1941 diente Dänemark der deutschsprachigen Emigration hauptsächlich als Transitland nach Norwegen und Schweden, da Dänemark aufgrund außenpolitischer Rücksichtnahme gegenüber dem Dritten Reich eine restriktive Asylpolitik gegenüber Kommunisten und Juden verfolgte.
Am 31. Mai 1939 wurde der deutsch-dänische Nichtangriffspakt in Berlin unterzeichnet.

## Zweiter Weltkrieg

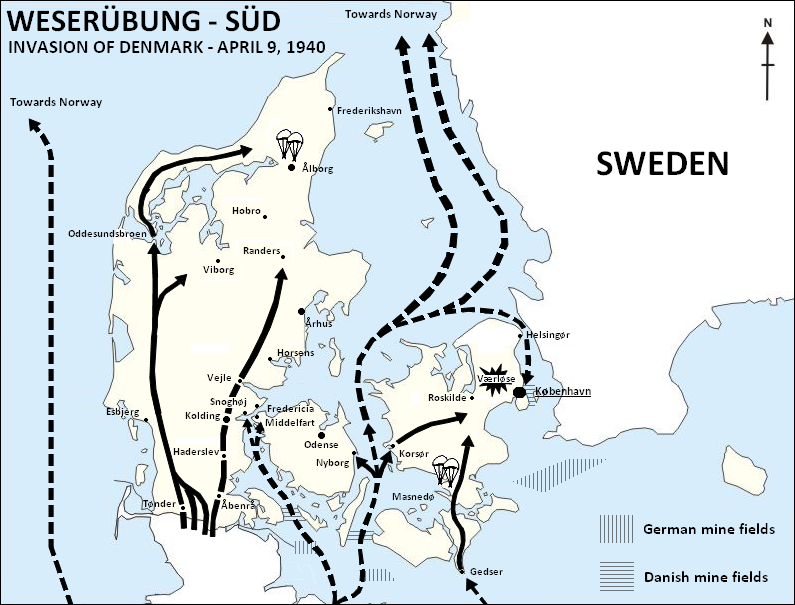
Invasion Dänemarks im Rahmen der Weserübung-Süd

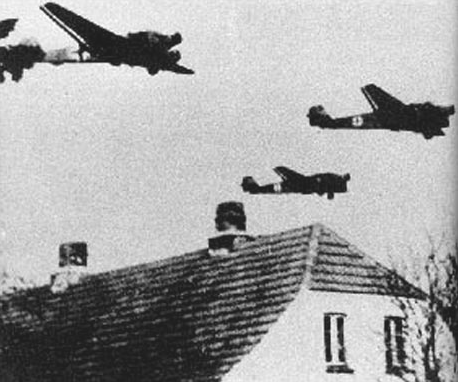
Junkers Ju-52 über Dänemark, 9. April 1940

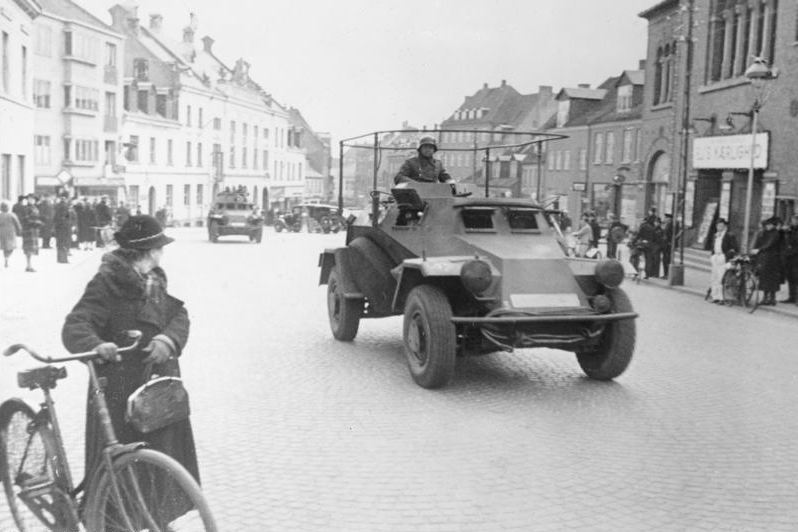
Deutsche Panzerspähwagen in Viborg, April 1940

Unter Missachtung seiner Neutralität und ohne Kriegserklärung wurde Dänemark im Rahmen der Operation Weserübung ab dem 9. April 1940 von der Wehrmacht des Deutschen Reiches besetzt. Die überrumpelten dänischen Truppen leisteten nur vereinzelt Widerstand. Das Land blieb bis Ende des Zweiten Weltkriegs unter deutscher Kontrolle. Deutschland respektierte dabei formell die dänische Souveränität und Neutralität. Im Gegensatz zu anderen besetzten Ländern blieben sowohl das Staatsoberhaupt, König Christian X., wie auch die dänische Regierung im Land. Mit einer Zusammenarbeits- und Verhandlungspolitik versuchte die dänische Regierung von Thorvald Stauning die Privilegien eines souveränen Staates zu erhalten. Das nationalsozialistische Deutschland verzichtete darauf, anders als etwa in Belgien und Frankreich, die 1919/20 abgetretenen Reichsgebiete wiederanzugliedern, Nordschleswig blieb dänisch. Ende 1941 trat Dänemark sogar dem faschistischen Antikominternpakt bei.
Mit dem schwindenden deutschen Kriegserfolg nach Stalingrad und El Alamein Ende 1942/Anfang 1943 stieg der dänische Widerstand und nahmen auch Sabotageakte stark zu.
Die Wahlen im März 1943, die Unzufriedenheit über die deutsche Besatzung und auch der Eindruck, dass Deutschland den Krieg nicht gewinnen könne, führten im Sommer 1943 zu zivilen Unruhen und Streiks (Augustrevolte) im Lande. Die deutsche Besatzungsmacht verlangte daraufhin, die Todesstrafe einzuführen und den Ausnahmezustand zu erklären, was aber von der Regierung abgelehnt wurde. Diese rief stattdessen alle Beamten zur „Nichtzusammenarbeit“ auf. Dies führte am 29. August 1943 zur Absetzung der dänischen Regierung und zur Verhängung des Ausnahmezustandes durch die Deutschen. Die Verwaltung wurde jetzt von den Abteilungsleitern der Ministerien übernommen. Die Verhandlungen mit dem deutschen Reichsbevollmächtigten Werner Best führte ab diesem Zeitpunkt der Leiter der Verwaltung des Außenministeriums Niels Svenningsen. Das dänische Heer wurde durch die Besatzungsmacht aufgelöst, die Flotte versenkte sich selbst.

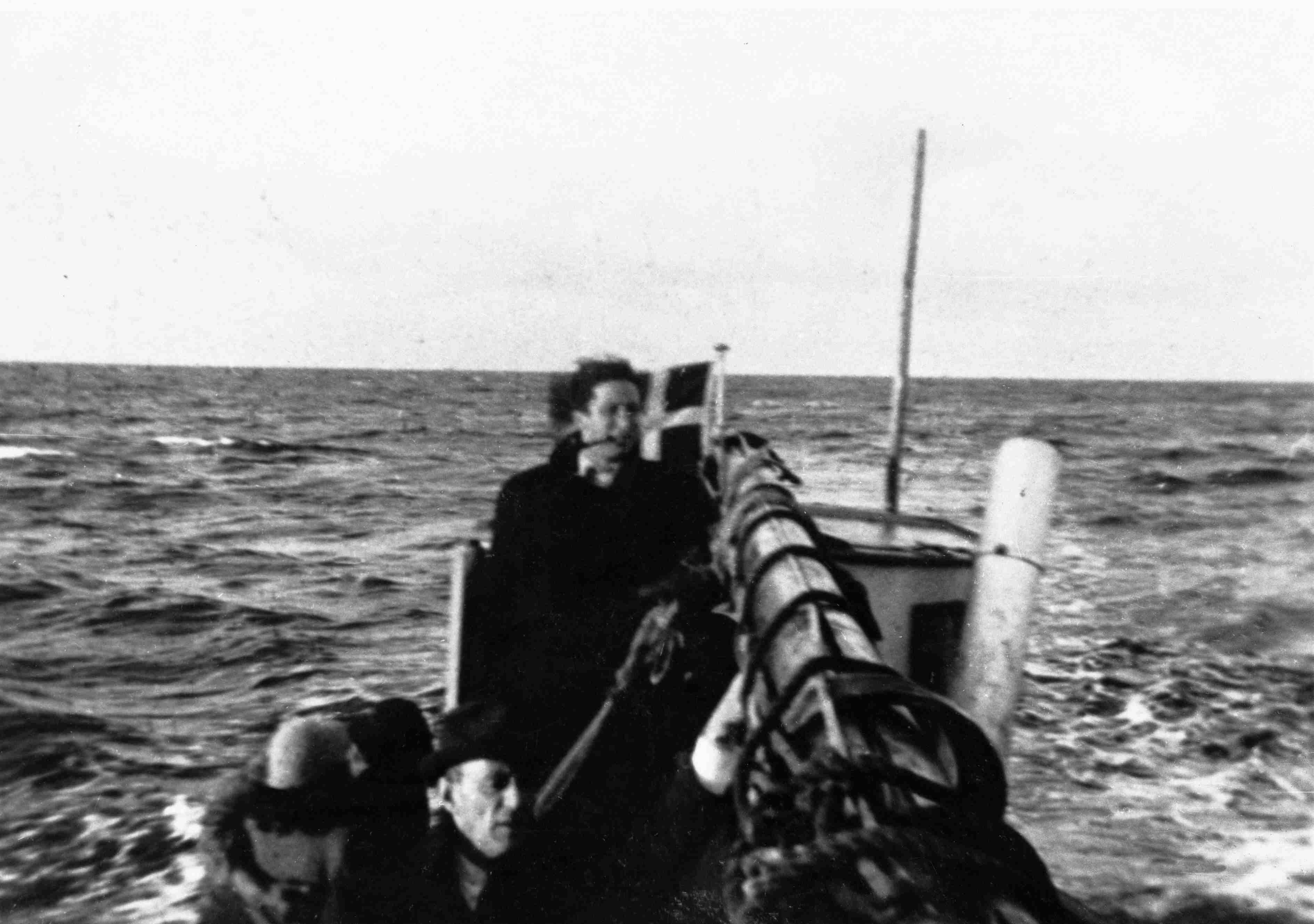
Boot mit Juden bei der Überfahrt von Falster nach Ystad in Schweden, 1943

Im Oktober 1943 kam es zur Rettung der dänischen Juden: Von 7500 Juden konnten 7300 über den Öresund nach Schweden gebracht werden. Der Preis für die Überfahrt betrug durchschnittlich 1000 Kronen pro Kopf. Arme Flüchtlinge wurden kostenlos befördert oder reichere Flüchtlinge zahlten für diese mit. Der deutsche Statthalter Best und der Schifffahrtssachverständige der deutschen Botschaft, Georg Ferdinand Duckwitz, waren sehr gut über die Rettung informiert; sie hatten dänische Politiker vor der geplanten deutschen Aktion gegen die dänischen Juden gewarnt und ermöglichten so die Rettungsaktion. Bests Rolle ist in diesem Zusammenhang allerdings unklar.
Nach einem falschen Luftalarm in den großen Städten am 19. September 1944 wurden die Polizei und Grenztruppen entwaffnet und aufgelöst; Polizisten wurden inhaftiert und einige in Konzentrationslager geschickt. 1960 dänische Polizisten wurden als Repressionsmaßnahme in das KZ Neuengamme deportiert, weil die dänische Regierung nicht, wie vom deutschen Statthalter gefordert, die Polizei gegen die dänische Widerstandsbewegung einsetzen wollte. Später kamen sie in das Stammlager IV B in Mühlberg/Elbe.
Die große Mehrheit der Dänen sympathisierte im Zweiten Weltkrieg mit den Alliierten, stützte aber andererseits die eigene Regierung im Bemühen um eine defensive Zusammenarbeit mit den deutschen Besatzern, die von manchen Historikern als Kollaboration charakterisiert wurde. Die Sympathien für die nationalsozialistische Weltanschauung und die deutschen Kriegsziele der Neuordnung Europas waren in Dänemark ausgesprochen gering, der dänische NSDAP-Ableger DNSAP erreichte bei den von den Nationalsozialisten geduldeten, demokratischen Parlamentswahlen im März 1943 nur einen Stimmanteil von 2,1 %. Insbesondere nach dem Angriff auf die Sowjetunion stellten sich etwa 7000 Dänen (etwa 1000 davon Angehörige der deutschen Minderheit) der deutschen Kriegsmacht zur Verfügung. Sie traten als Freiwillige der Waffen-SS bei und kämpften zum Teil bis Kriegsende auf deutscher Seite.
1944 erfolgte die Unabhängigkeitserklärung des seit 1940 von britischen, später US-amerikanischen Truppen besetzten Island, das seit 1918 in Realunion mit Dänemark verbunden gewesen war. Die Färöer-Inseln, die auch zu Dänemark gehörten, wurden ebenso 1940 von britischen Truppen besetzt und standen während des Zweiten Weltkriegs unter Selbstverwaltung.
Zum Ende des Krieges wurde auf der deutschen Seite der Grenze, in der Grenzstadt Flensburg, der Sonderbereich Mürwik für die letzte Reichsregierung unter Karl Dönitz eingerichtet. Am 4. Mai 1945 kapitulierten die deutschen Truppen in den Niederlanden, in Nordwestdeutschland und in Dänemark nach Einwilligung von Dönitz vor den britischen Truppen, so dass Dänemark am 5. Mai 1945 von der deutschen Besatzung befreit war. 
Dies galt auch für die Häftlinge des deutschen KZ in Dänemark in Frøslev bei Flensburg (offiziell „Polizeigefangenenlager Fröslee“). Bornholm wurde nach heftigen Bombardierungen der Städte Rønne und Neksø am 7. und 8. Mai 1945 einige Tage später von der Sowjetarmee besetzt; die deutsche Inselgarnison kapitulierte am 11. Mai 1945. Die Sowjetarmee räumte Bornholm erst wieder am 5. April 1946.

## Nachkriegszeit

### Europäische Einigung
Nach 1945 forderten Stimmen in der dänischen Minderheit in Schleswig-Holstein eine Neuziehung der Grenzen zugunsten Dänemarks. Das Minderheitenproblem beiderseits der Grenze wurde in den Bonn-Kopenhagener Erklärungen 1955 gelöst.
1945 war Dänemark Gründungsmitglied der UN, 1949 Gründungsmitglied der NATO, 1952 Gründungsmitglied im Nordischen Rat. Die Staatsminister waren von 1945 bis 1948 der Liberale (Venstre) Knud Kristensen, dann der Sozialdemokrat Hans Hedtoft, den 1950 der Liberale Erik Eriksen (Venstre) ablöste. 1953 wurde wieder Hetloft Regierungschef. Die außenpolitische Westorientierung war unter den großen Parteien unumstritten. Auf Hetloft folgten ab 1955 die Sozialdemokraten Hans Hansen, Viggo Kampmann und Jens Otto Krag von 1962 bis 1968 und erneut 1971 bis 1972, die den Sozialstaat ausbauten.
Nach einem Referendum am 2. Oktober 1972, bei dem 63,4 % der Wähler (mit einer Wahlbeteiligung von über 90 %) den EG-Beitritt befürworteten, wurde Dänemark am 1. Januar 1973 Mitglied der Europäischen Gemeinschaft.
In einem Referendum wurde 1986 die Einheitliche Europäische Akte von 53 % der dänischen Wähler befürwortet. Die konservative Regierung unter Poul Schlüter, die die Unterzeichnung befürwortete, stand vor dem Problem, dass die Sozialdemokraten und Sozialliberalen die EEA mit einer Mehrheit des Parlaments ablehnten.
In einem Referendum über den Maastricht-Vertrag 1992 stimmten 50,3 % der Dänen mit Nein. Diese knappe Ablehnung brachte erstmals eine Verlangsamung in den Europäischen Einigungsprozess. Erst in einem weiteren Referendum am 18. Mai 1993, nachdem Dänemark im Abkommen von Edinburgh Konzessionen gemacht worden waren (Freistellung von der dritten Stufe der Wirtschafts- und Währungsunion), stimmten 56,8 % mit Ja, was die dänische Ratifizierung des Vertrags ermöglichte. Proteste gegen die erneute Abstimmung führten zu Tumulten, bei denen 11 Personen mit Schusswaffenverletzungen behandelt werden mussten.
Bei einem Referendum über die Einführung des Euro entschied sich 2000 die Mehrheit der Dänen entgegen der Parlamentsmehrheit der etablierten Parteien für Nej (Nein). Bei einer Wahlbeteiligung von 87 % stimmten 53,2 % gegen den Beitritt zur Währungsunion.

### Autonome Gebiete
Island war bereits seit 1918 weitgehend autonom (Realunion) und ist seit 1944 völlig unabhängig.
Die Färöer-Inseln genießen seit dem 31. März 1948 ein weitgehendes Selbstbestimmungsrecht, und lediglich die Außen- und Verteidigungspolitik verbleiben bei Dänemark. Der Vertrag von Fámjin vom 29. März 2005 hat diesen Status weiter ausgebaut und ergänzt.
Grönland, seit der Verfassungsänderung von 1953 keine Kolonie mehr, erhielt am 1. Mai 1979 die Selbstverwaltung und innere Autonomie. Nach einer Volksabstimmung vom 23. Februar 1982 trat Grönland am 1. Januar 1985 aus der Europäischen Gemeinschaft aus. Ein Abkommen vom 21. Juni 2009 hat den Unabhängigkeitsstatus weiter ausgebaut, insbesondere im Bereich Kultur und Innere Sicherheit. Nach wie vor ist die dänische Krone Staatsoberhaupt Grönlands.

### Dänische Monarchie und Verfassung
Am 20. April 1947 starb König Christian X. Sein Sohn Friedrich folgte ihm auf dem Thron.
Mit einem positiven Referendum wurde 1953 eine Verfassungsänderung angenommen. Dabei wurde unter anderem das Zweikammersystem mit dem Oberhaus Landsting abgeschafft, das Folketing ist nunmehr die einzige Kammer im Parlament. Weitere Änderungen betrafen die Erbfolge des Königshauses (die Krone kann seither an Töchter vererbt werden), die Zuständigkeiten für Referenden, das Wahlalter (herabgesetzt auf 23) und Bürgerrechte.
In weiteren Referenden wurde das Alter für das allgemeine Wahlrecht von 23 weiter auf 21 (1961), 20 (1971) und schließlich 18 (1978) herabgesetzt. Ein Referendum von 1969, welches das Wahlalter bereits auf 18 reduzieren sollte, fand zu jenem Zeitpunkt keine Zustimmung.
Am 14. Januar 1972 starb König Friedrich IX. Seine Nachfolgerin wurde seine Tochter Margrethe – damit wurde erstmals die in der Verfassungsänderung von 1953 durchgesetzte neue Thronfolgeregelung angewendet. Sie trat am 24. Januar 2024 zurück, ihr Nachfolger wurde ihr Sohn Frederik X.
Im Vertrag von Maastricht handelte Dänemark im Jahr 1993 vier Vorbehalte aus, unter anderem einen EU-Verteidigungsvorbehalt. Vor dem Hintergrund des russischen Überfalls auf die Ukraine im Jahr 2022 entschied sich die Mehrheit der Dänen bei einer Volksabstimmung für die Abschaffung jenes Verteidigungsvorbehalts.

### Innenpolitik
Nach langer sozialdemokratischer Führung unter Anker Jørgensen kam in der Folketingswahl 1981 erstmals seit 1924 wieder eine konservative Mehrheit zustande, Poul Schlüter von der Konservativen Volkspartei löste ihn als Regierungschef ab. Nach der Folketingswahl 1993 wurde der sozialdemokratische Poul Nyrup Rasmussen Ministerpräsident bis 2001.
In den 1970er und 1980er Jahren beging die als Blekingegadebanden benannte Gruppe, eine linksextremistische Untergrundorganisation, durch Raubzüge in Dänemark und Schweden politisch motivierte Kriminalität, um die Volksfront zur Befreiung Palästinas (PFLP) mit Geld zu unterstützen. Dabei kam es am 3. November 1988 zum schwersten Vorfall, bei dem auf einem Raubüberfall auf ein Kopenhagener Postamt ein Polizist erschossen wurde. Im April und Mai 1989 erfolgte die Festnahme der Gruppenmitglieder, die im Mai 1991 zum Teil zu mehrjährigen Haftstrafen verurteilt wurden.
1989 führte Dänemark als erstes Land der Welt zivilrechtliche Partnerschaften für Homosexuelle ein.
1998 wurde die Brücke über den Großen Belt eröffnet, im Jahr 2000 die Öresundbrücke eingeweiht, welche die beiden durch den Öresund getrennten Wirtschaftszentren Dänemarks (Kopenhagen) und Südschwedens (Malmö) verbindet.
2001 wurde Anders Fogh Rasmussen von der rechtsliberalen Venstre-Partei Ministerpräsident. Als er 2009 zum NATO-Generalsekretär berufen wurde, übernahm sein Parteifreund Lars Løkke Rasmussen seine Ämter. 2011 folgte als erste Frau Helle Thorning-Schmidt von den Sozialdemokraten, die 2015 die Macht wieder an Lars Løkke Rasmussen. In der Ausländerpolitik fuhren die Sozialdemokraten im Vergleich mit anderen linken Parteien in Europa einen harten Kurs, der sie 2019 unter Mette Frederiksen zurück an die Macht brachte. Im Juni 2021 beschloss das dänische Parlament, den grundsätzlichen Anspruch von Asylsuchenden auf ein Prüfverfahren im dänischen Asylrecht abzuschaffen.
Am 30. September 2005 veröffentlichte die dänische Tageszeitung Jyllands-Posten eine Serie von zwölf Karikaturen, die den islamischen Propheten und Religionsstifter Mohammed zum Thema haben. Die bildliche Darstellung des Gesichts Mohammeds ist im Islam nach verbreiteter Ansicht verboten und stellt in den Augen vieler Muslime eine Herabwürdigung des Propheten dar. Anfang 2006 erstellten die dänischen Imame Ahmad Abu Laban und Ahmed Akkari ein Dossier, in dem neben den originalen zwölf Karikaturen auch solche abgebildet waren, die nicht aus der Jyllands-Posten stammten und beleidigend-obszönen Inhalts waren, und die angeblich Abu Laban zugeschickt wurden. Unter anderem wurde ein betender Muslim dargestellt, der während des Gebetes von einem Hund bestiegen wurde. Daraufhin kam es zu weltweiten Protesten muslimischer Organisationen, die vom Boykott dänischer Produkte bis hin zu gewalttätigen Auseinandersetzungen, die mehr als 140 Menschenleben kosteten, reichten. Der Vorfall führte weltweit zu einer Diskussion über die Religions-, Presse-, Kunst- und Meinungsfreiheit. Der Begriff „Karikaturenstreit“ erreichte bei der Wahl zum Wort des Jahres 2006 den dritten Rang.
Im Jahr 2011 löste in Frankreich und Italien eine Welle von Asylsuchenden aus den Ländern der arabischen Revolutionsbewegung innenpolitische Debatten aus, die auch Dänemark erfassten. Unter dem Druck der an der Regierung beteiligten rechtspopulistischen Dansk Folkeparti verkündete die dänische Regierung im Mai 2011 eine Wiedereinführung von Kontrollen an den dänischen Grenzen unter Hinweis auf illegale Einreisen von Flüchtlingen und Kriminellen aus anderen EU-Ländern. Diese Grenzkontrollen sollen jedoch nicht gegen das Schengen-Recht verstoßen, da sie nur von Zöllnern durchgeführt würden. In den europäischen Nachbarländern reagierte man auf diese Entscheidung vor allem mit Kritik. Eine Reform der Schengen-Regeln wurde durch die Debatte angestoßen.
Am 5. Mai 2023 wurde der 1686 eingeführte Store bededag („großer Gebetstag“, am vierten Freitag nach Ostern) zum letzten Mal arbeitsfrei gefeiert. Trotz Protesten der Dänischen Volkskirche und von Gewerkschaften hatte das Parlament Ende Februar 2023 die Abschaffung per Gesetz beschlossen, um durch höhere Staatseinnahmen zur Finanzierung höherer Militärausgaben beizutragen.

## Zeittafel
- Um 200–500 rücken Skandinavier aus Norwegen und Schweden Richtung Süden und Südwesten nach Jütland vor.
- Um 400–500 kommen Jüten zusammen mit Sachsen, Angeln und Friesen über die Nordsee nach Britannien in das Gebiet des nördlichen England.
- Um 600 ist die kimbrische Halbinsel bis zur Eider vorwiegend dänisch besiedelt.
- Um 800 beginnt die so genannte Wikingerzeit. Einer der bedeutendsten Orte der dänischen Wikinger ist Haithabu, gegründet 808.
- 865 erobert ein dänisches Wikingerheer Teile von East Anglia.
- 876 verteilt der dänische Wikingerheerführer Halfdan Land in Northumbria an seine Leute zur Besiedlung.
- 877 siedeln die Dänen auch im Königreich Mercia.
- 879 Ostanglien wird dänisch besiedelt. Der Nordosten Englands ist nun stark von dänischer Besiedlung geprägt, es gilt dänisches Recht (Danelag).
- 936 Jelling in Jütland wird Königssitz.
- 960 der Dänische König Harald Blauzahn lässt sich laut Legende am Poppostein in Süderjütland taufen. Die Dänen werden Christen.
- 1000 Sven Gabelbart schlägt Olaf I. Trygvasson. Teile Norwegens werden dänisch.
- 1016 wird der dänische König Knut der Große König von England.
- 1076 berichtet Adam von Bremen ausführlich über die Dänen.
- 1168 Eroberung von Rügen und Christianisierung der Ranen unter Absalon von Lund
- Um 1200 zeichnet Saxo Grammaticus die Geschichte der Dänen auf.
- 1201 Dänemark besetzt Lübeck.
- 1227 Schlacht von Bornhöved.
- Ab 1350 rafft die Pest große Teile der dänischen Bevölkerung dahin.
- 1365 Erster Waldemarkrieg beendet durch den Frieden von Vordingborg.
- 1367 Kölner Konföderation der Hansestädte beginnt den Zweiten Waldemarkrieg gegen Dänemark
- 1370 Frieden von Stralsund
- 14. Jahrhundert der Süden Süderjütlands (Schleswig) zwischen Eider und Schlei wird zunehmend sächsisch besiedelt.
- 15. Jahrhundert Kopenhagen und Seeland werden immer bedeutender.
- 1429 Einführung des Sundzoll
- 1460 Vertrag von Ripen: Dänischer König wird zum Herzog von Holstein gewählt, der die „Unteilbarkeit“ von Schleswig und Holstein verspricht
- 1512 Friede von Malmö
- 1523 Ende der Kalmarer Union
- 1534 Grafenfehde
- 1536 Reformation in Dänemark. Die Dänen werden evangelisch-lutherisch.
- 1570 Frieden von Stettin
- 16. Jahrhundert Zu Dänemark zählen zu dieser Zeit Schonen, Halland und Blekinge. Süderjütland bzw. das Schleswig war als dänisches Lehen ein eigenes Herzogtum und noch größtenteils dänischsprachig. Regiert wurden neben den genannten Regionen weiter Norwegen Gotland, Ösel und Holstein. Dänische Adlige und dänische Verwaltung prägen diese Länder, Dänen siedeln sich an und vermischen sich mit der ortsansässigen Bevölkerung. Die dänische Sprache hinterlässt Spuren in den lokalen Sprachen.
- 1629 Lübecker Frieden
- 1645 Frieden von Brömsebro, Halland wird auf 30 Jahre an Schweden verpachtet
- 1658 Frieden von Roskilde, Dänemark verliert Schonen, Blekinge und Halland an Schweden
- 1666 Dänemark gründet Kolonien in der Karibik, Saint Thomas, Saint Croix, Saint John. Dänen siedeln sich als Farmer und Kaufleute an, zur Arbeit auf den Zuckerplantagen wurden bis 1848[62] afrikanische Sklaven eingesetzt.[63] 1917 werden die Kolonien an die Vereinigten Staaten verkauft.
- 1683 Ein einheitliches dänisches Rechtsbuch (Danske Lov) löst am 15. April 1683 die alten Landschaftsrechte (Jütisches Recht und Seeländisches Recht) ab. Das Schonische Recht wird im selben Jahr vom einheitlichen Schwedischen Recht abgelöst. Das Jütische Recht bleibt noch bis 1900 in Schleswig/Süderjütland bestehen.
- 1722 gründet Hans Egede die erste Kolonie auf Grönland. Später siedeln sich immer mehr Dänen in Grönland an.
- 1772 wird per Dekret verfügt, dass im multinationalen Dänemark die dänische Sprache Amtssprache ist (vorher von Deutsch dominiert).
- 1773 Vertrag von Zarskoje Selo mit Russland über Gebietstausch in Holstein; Errichtung des Dänischen Gesamtstaats.
- 1788 Agrarreform. Beendigung der Leibeigenschaft der Bauern.
- 1813 Dänischer Staatsbankrott.
- März 1848 Revolution. Ende der absoluten Monarchie. Bürgerkrieg zwischen dänischer und deutscher Bevölkerung im Herzogtum Schleswig (Süderjütland)
- 1849 erstes Parlament und Verfassung.
- 1864 nach der Erstürmung der Düppeler Schanzen im Deutsch-Dänischen Krieg innenpolitische Krise unter dem rechten Ministerpräsidenten Estrup. Linksruck in der Bevölkerung.
- 1901 Verfassungsreform. Rolle des Parlaments wird aufgewertet.
- 1920 Nach einer Volksabstimmung in Süderjütland (Schleswig) wird Nordschleswig dänisch, Südschleswig bleibt bei Deutschland.
- 1930er Jahre Die regierenden Sozialdemokraten entwickeln den modernen dänischen Wohlfahrtsstaat.
- 1940: Das Deutsche Reich besetzt trotz Nichtangriffspakt das neutrale Dänemark, weil angeblich eine alliierte Invasion drohen würde.
- 1943: Weitgehende Rettung der dänischen Juden vor der Vernichtungspolitik des Deutschen Reiches.
- Nach 1945 Regelung der Minderheitenfrage beiderseits der Grenze mit den Deutschen. Vorbildfunktion in Europa.
- 1972 Referendum zum Beitritt in die Europäische Gemeinschaft. Die Mehrheit der Dänen stimmt mit Ja.
- 2000 Referendum über Einführung des Euro. Die Mehrheit der Dänen entscheidet sich entgegen der Parlamentsmehrheit der etablierten Parteien für Nej (Nein).